# Torii

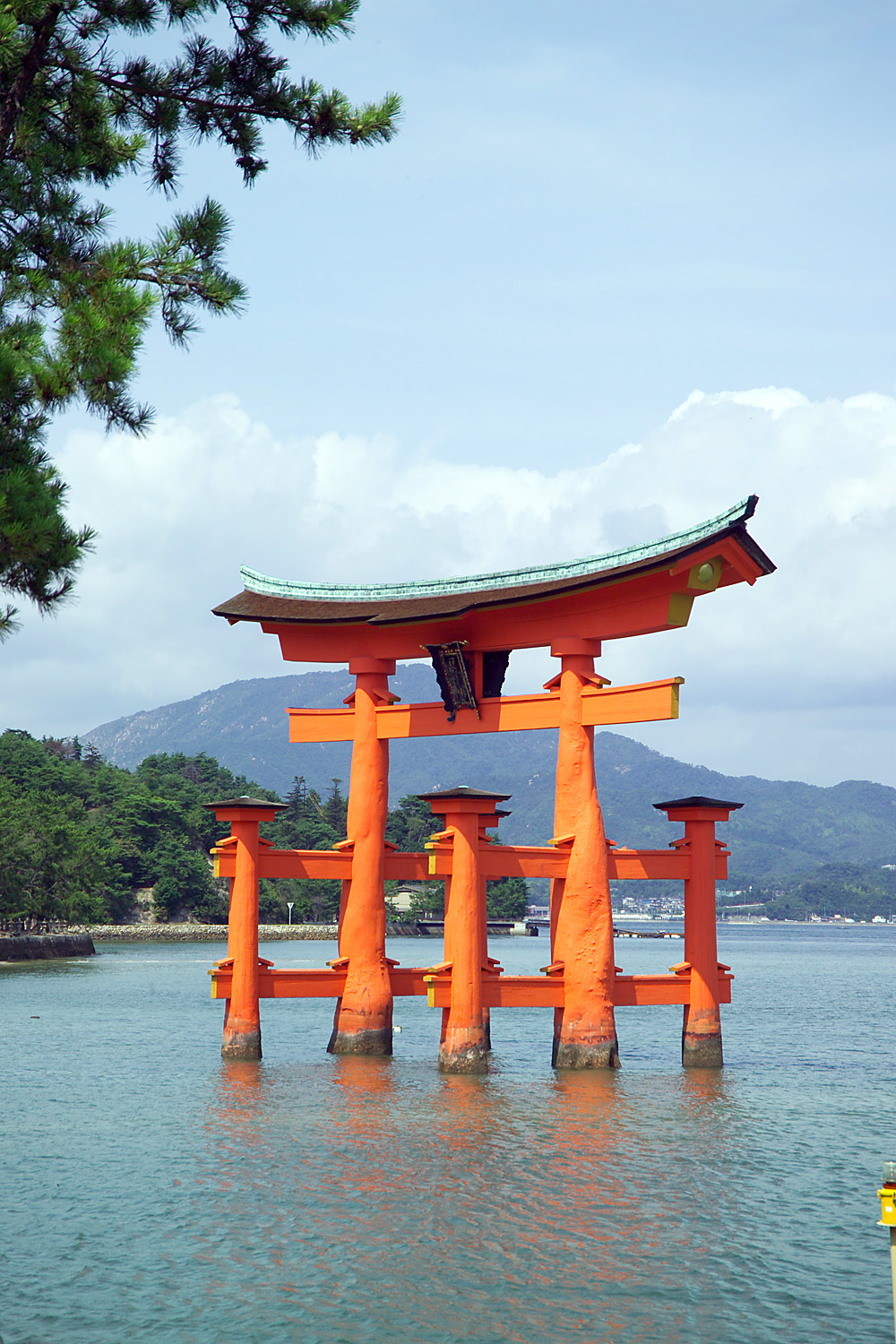
El famoso torii del Santuario Itsukushima, un torii al estilo Ryōbu

Un torii (⛩) es una puerta japonesa tradicional, que suele hallarse a la entrada de un santuario sintoísta. Simbólicamente marca la transición de lo mundano a lo sagrado, por ello también se encuentran dentro del mismo. Se pueden ver también en los mapas y en las carreteras japonesas, donde pequeños iconos de torii señalan la localización del santuario.
La primera aparición de puertas torii en Japón se puede localizar de manera confiable al menos en el período medio de Heian; se mencionan en un texto escrito en 922. El torii de piedra más antiguo existente fue construido en el siglo XII y pertenece a un santuario Hachiman en la prefectura de Yamagata. El torii de madera más antiguo existente es un ryōbu torii (ver descripción a continuación) en el santuario Kubō Hachiman en la prefectura de Yamanashi construido en 1535.
Las puertas Torii se hacían tradicionalmente de madera o piedra, pero hoy en día también pueden estar hechas de hormigón armado, cobre, acero inoxidable u otros materiales. Por lo general, son bermellones sin pintar o pintados con un dintel superior negro. Los santuarios de Inari suelen tener muchos torii porque aquellos que han tenido éxito en los negocios a menudo donan en agradecimiento un torii a Inari, kami de la fertilidad y la industria. Fushimi Inari-taisha en Kioto tiene miles de tales torii, cada uno con el nombre del donante.

## Etimología

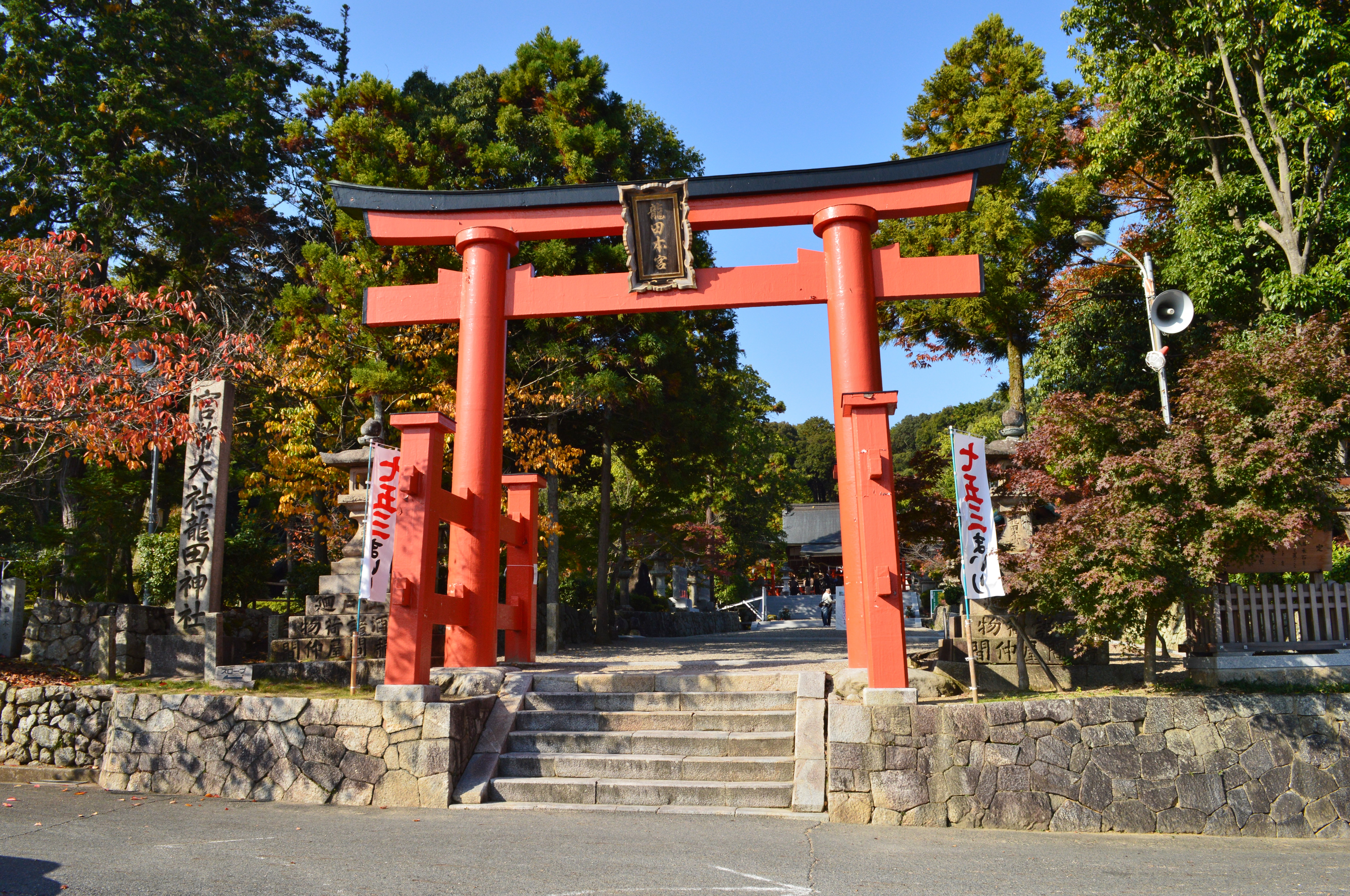
Un torii en la entrada del Santuario de Tatsuta, un santuario sintoísta en Sangō, Nara

El torii, una puerta de entrada erigida en el acceso a cada santuario sintoísta, puede derivarse de la palabra india torana. Si bien el término indio denota una puerta de entrada, los caracteres japoneses se pueden traducir como "percha de pájaro".
La antigua arquitectura de la entrada sagrada torana india ha influido en la arquitectura de la entrada en toda Asia, especialmente donde el budismo se transmitió desde la India; Las puertas de enlace paifang chinas, las puertas torii japonesas, las puertas de enlace coreanas Hongsalmun, y Sao Ching Cha en Tailandia se han derivado de la torana india. Las funciones de todos son similares, pero generalmente difieren en función de sus respectivos estilos arquitectónicos. Según varios eruditos, la vasta evidencia muestra cómo los torii, tanto etimológica como arquitectónicamente, se derivaron originalmente de la torana, una puerta ceremonial sagrada independiente que marca la entrada a un recinto sagrado, como un templo o santuario hindú-budista, o ciudad. Bernhard Scheid se pregunta si los torii existían en Japón antes del budismo o si llegaron con ellos desde la India.

## Usos
La función de un torii es marcar la entrada a un espacio sagrado. Por esta razón, el camino que conduce a un santuario sintoísta (sandō) casi siempre está a horcajadas entre uno o más torii, que son, por lo tanto, la forma más fácil de distinguir un santuario de un templo budista. Si el sandō pasa por debajo de múltiples torii, el exterior de ellos se llama  ichi no torii (一の鳥居, primer torii). Los siguientes, más cercanos al santuario, se suelen llamar, en orden, ni no torii (二の鳥居, segundo torii) y san no torii (三の鳥居, tercer torii). Otros torii se pueden encontrar más adentro del santuario para representar niveles crecientes de santidad a medida que uno se acerca al santuario interior (honden), núcleo del santuario. Además, debido a la fuerte relación entre los santuarios sintoístas y la familia imperial japonesa, también hay un torii frente a la tumba de cada emperador.

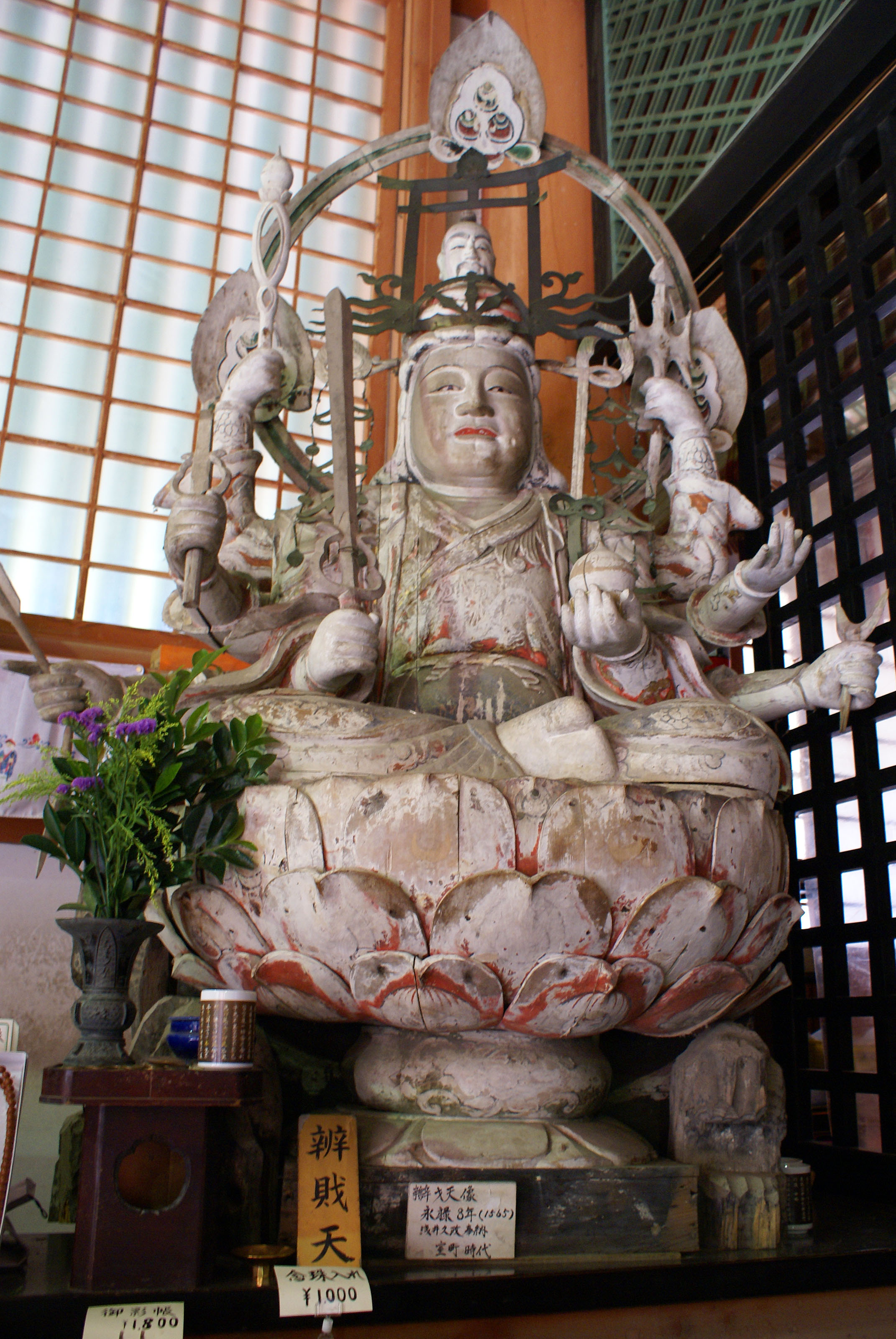
Diosa budista Benzaiten, un "torii" visible en su cabeza

En el pasado, el torii también debió usarse en la entrada de los templos budistas. Incluso hoy en día, un templo tan prominente como el Shitennō-ji de Osaka, fundado en 593 por Shōtoku Taishi y el templo budista construido por el estado más antiguo del mundo (y del país), tiene un torii a horcajadas entre una de sus entradas. (El torii de madera original se quemó en 1294 y luego fue reemplazado por uno de piedra). Muchos templos budistas incluyen uno o más santuarios sintoístas dedicados a su kami tutelar ("Chinjusha"), y en ese caso un torii marca la entrada al santuario. Benzaiten es una diosa sincrética derivada de la divinidad india Sarasvati, que une elementos tanto del sintoísmo como del budismo. Por esta razón, las salas dedicadas a ella se pueden encontrar tanto en los templos como en los santuarios, y en ambos casos, frente a la sala, hay un torii. La propia diosa a veces se representa con un torii en la cabeza. Por último, hasta el período Meiji (1868-1912), los torii se adornaban habitualmente con placas con sutras budistas.
Yamabushi, ermitaños ascéticos de las montañas japonesas con una larga tradición como poderosos guerreros dotados de poderes sobrenaturales, a veces usan como símbolo un torii.
El torii también se usa a veces como símbolo de Japón en contextos no religiosos. Por ejemplo, es el símbolo del Regimiento de la Fuerza de Seguridad del Cuerpo de Marines y del 187.º Regimiento de Infantería, 101.ª División Aerotransportada y de otras fuerzas estadounidenses en Japón.

## Orígenes
Se desconocen los orígenes del torii y existen varias teorías diferentes sobre el tema, ninguna de las cuales ha ganado aceptación universal. Debido a que el uso de puertas simbólicas está muy extendido en Asia (tales estructuras se pueden encontrar, por ejemplo, en India, China, Tailandia, Corea y dentro de las aldeas Nicobarese y Shompen), los historiadores creen que pueden ser una tradición importada.
Es posible que, por ejemplo, se hayan originado en la India a partir de las puertas de torana en el monasterio de Sanchi en el centro de la India. Según esta teoría, el torana fue adoptado por el fundador del budismo Shingon, Kūkai, quien lo utilizó para demarcar el espacio sagrado utilizado para la ceremonia homa. La hipótesis surgió en los siglos XIX y XX debido a las similitudes en la estructura y el nombre entre las dos puertas. Ahora han surgido objeciones lingüísticas e históricas, pero aún no se ha llegado a ninguna conclusión.
En Bangkok, Tailandia, una estructura brahmán llamada Sao Ching Cha se parece mucho a un torii. Funcionalmente, sin embargo, es muy diferente, ya que se usa como columpio. Durante las ceremonias, los brahmanes se balancean, tratando de agarrar una bolsa de monedas colocada en uno de los pilares.
Otras teorías afirman que el torii puede estar relacionado con el pailou de China. Sin embargo, estas estructuras pueden asumir una gran variedad de formas, solo algunas de las cuales en realidad se parecen un poco a un torii. Lo mismo ocurre con el "hongsal-mun" de Corea. A diferencia de su contraparte china, el hongsal-mun no varía mucho en diseño y siempre está pintado de rojo, con "flechas" ubicadas en la parte superior de la estructura (de ahí el nombre).
|                  |
| Una torana india |

|                 |
| Un pailou chino |

|                       |
| Un hongsalmun coreano |

Existen varias etimologías provisionales de la palabra torii. Según uno de ellos, el nombre deriva del término tōri-iru (通り入る, pasar y entrar).
Otra hipótesis toma el nombre literalmente: la puerta originalmente habría sido una especie de percha para pájaros. Esto se basa en el uso religioso de las perchas para pájaros en Asia, como los sotdae coreanos (솟대), que son postes con uno o más pájaros de madera descansando en su parte superior. Se encuentran comúnmente en grupos a la entrada de las aldeas junto con tótems llamados jangseung, son talismanes que ahuyentan a los espíritus malignos y traen buena suerte a los aldeanos. Las "perchas de pájaros" similares en forma y función a las sotdae existen también en otras culturas chamánicas en China, Mongolia y Siberia. Aunque no se parecen a los torii y cumplen una función diferente, estas "perchas de pájaros" muestran cómo se cree que las aves de varias culturas asiáticas tienen propiedades mágicas o espirituales y, por lo tanto, pueden ayudar a explicar el enigmático significado literal del nombre del torii ("percha de pájaro").
Se han encontrado postes que se cree que sostenían figuras de pájaros de madera muy similares a los sotdae junto con pájaros de madera, y algunos historiadores creen que de alguna manera evolucionaron hasta convertirse en los torii actuales. Curiosamente, tanto en Corea como en Japón los polos individuales representan deidades (kami en el caso de Japón) y hashira (柱, polo) es el contador de kami.
En Japón, las aves también han tenido durante mucho tiempo una conexión con los muertos, esto puede significar que nacieron en relación con algún rito funerario prehistórico. Textos japoneses antiguos como el Kojiki y el Nihonshoki, por ejemplo, mencionan cómo Yamato Takeru después de su muerte se convirtió en un pájaro blanco y de esa forma eligió un lugar para su propio entierro. Por esta razón, su mausoleo se llamó shiratori misasagi (鳥陵, tumba de pájaro blanco). Muchos textos posteriores también muestran alguna relación entre las almas muertas y los pájaros blancos, un vínculo común también en otras culturas, chamánicas como la japonesa. En varios sitios arqueológicos también se han encontrado motivos de aves de los períodos Yayoi y Kofun que asocian aves con muertos. Esta relación entre los pájaros y la muerte también explicaría por qué, a pesar de su nombre, no queda ningún rastro visible de pájaros en el torii de hoy: los pájaros eran símbolos de la muerte, lo que en Shinto trae contaminación (kegare).
Por último, no se puede descartar la posibilidad de que los torii sean un invento japonés. El primer torii podría haber evolucionado ya con su función actual a través de la siguiente secuencia de eventos:

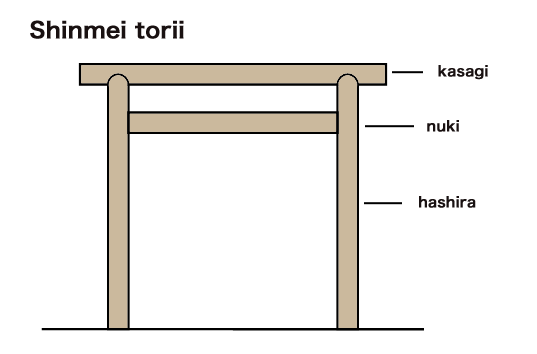
El Shinmei torii

- Se colocaron cuatro postes en las esquinas de un área sagrada y se conectaron con una cuerda, dividiendo así lo sagrado y lo profano.

- Luego se colocaron dos postes más altos en el centro de la dirección más auspiciosa, para dejar entrar al sacerdote.

- Se ataba una cuerda de un poste al otro para marcar el límite entre el exterior y el interior, lo sagrado y lo profano. Esta etapa hipotética corresponde a un tipo de torii en uso real, el llamado shime-torii (注連鳥居), un ejemplo del cual se puede ver frente al haiden del santuario de Ōmiwa en Nara (ver también la foto en la galería).

- La cuerda fue reemplazada por un dintel.

- Debido a que la puerta era estructuralmente débil, se reforzó con una viga de amarre, y nació lo que hoy se llama shinmei torii (神明鳥居) o futabashira torii (二柱鳥居, dos pilares torii) (ver ilustración a la derecha).[1] Sin embargo, esta teoría no hace nada para explicar cómo las puertas obtuvieron su nombre.

El shinmei torii, cuya estructura concuerda con la reconstrucción de los historiadores, consta de solo cuatro troncos sin cortar y sin pintar: dos pilares verticales (hashira (柱)) coronados por un dintel horizontal (kasagi (笠木)) y unidos por una viga de unión. (nuki (貫)). Los pilares pueden tener una ligera inclinación hacia adentro llamada uchikorobi (内転び) o simplemente korobi (転び). Sus partes siempre son rectas.

## Partes y ornamentaciones

Partes y ornamentaciones de un torii

- Los torii pueden estar sin pintar o pintados de color bermellón y negro. El color negro se limita al kasagi y al nemaki (根巻, ver ilustración). Muy raramente, los torii también se pueden encontrar en otros colores. El Kamakura-gū de Kamakura, por ejemplo, tiene uno blanco y uno rojo.
- El kasagi puede estar reforzado por debajo con un segundo dintel horizontal llamado shimaki o shimagi (島木).[24]
- Kasagi y el shimaki pueden tener una curva ascendente llamada sorimashi (反り増し).[25]
- El nuki a menudo se mantiene en su lugar mediante cuñas (kusabi (楔)). Los kusabi en muchos casos son puramente ornamentales.
- En el centro del nuki puede haber un puntal de apoyo llamado gakuzuka (額束), a veces cubierto por una tablilla que lleva el nombre del santuario (ver foto en la galería).
- Los pilares a menudo descansan sobre un anillo de piedra blanca llamado kamebara (亀腹, vientre de tortuga) o daiishi (台石, piedra base). La piedra a veces se reemplaza por una funda negra decorativa llamada nemaki (根巻, funda de raíz).
- En la parte superior de los pilares puede haber un anillo decorativo llamado daiwa (台輪, anillo grande).[1]
- La puerta tiene una función puramente simbólica y, por lo tanto, no suele haber puertas o vallas de madera, pero existen excepciones, como por ejemplo en el caso del torii de triple arco del Santuario de Ōmiwa (miwa torii, ver más abajo).[26]

## Estilos
Estructuralmente, el más simple es el shime torii o chūren torii (注連鳥居) (ver la ilustración a continuación). Probablemente uno de los tipos más antiguos de torii, consiste en dos postes con una cuerda sagrada llamada shimenawa atada entre ellos.
Todos los demás torii se pueden dividir en dos familias, la familia shinmei (神明系) y la familia myōjin (明神系). Los torii del primero solo tienen partes rectas, el segundo tiene partes rectas y curvas.

### FamiliaShinmei
El shinmei torii y sus variantes se caracterizan por dinteles superiores rectos.

Shime torii - solo dos postes y un shimenawa
Shinmei torii
Ise torii – un shinmei torii con un kasagi pentagonal en sección, un shimaki y un kusabi
Kashima torii – un shinmei torii con kusabi y un nuki que sobresale de los lados
Kasuga torii – un myōjin torii con dinteles superiores rectos cortados en ángulo cuadrado
Hachiman torii – un "kasuga torii", pero los dos dinteles tienen una inclinación hacia abajo
Mihashira torii – un triple shinmei torii

#### Galería de fotos

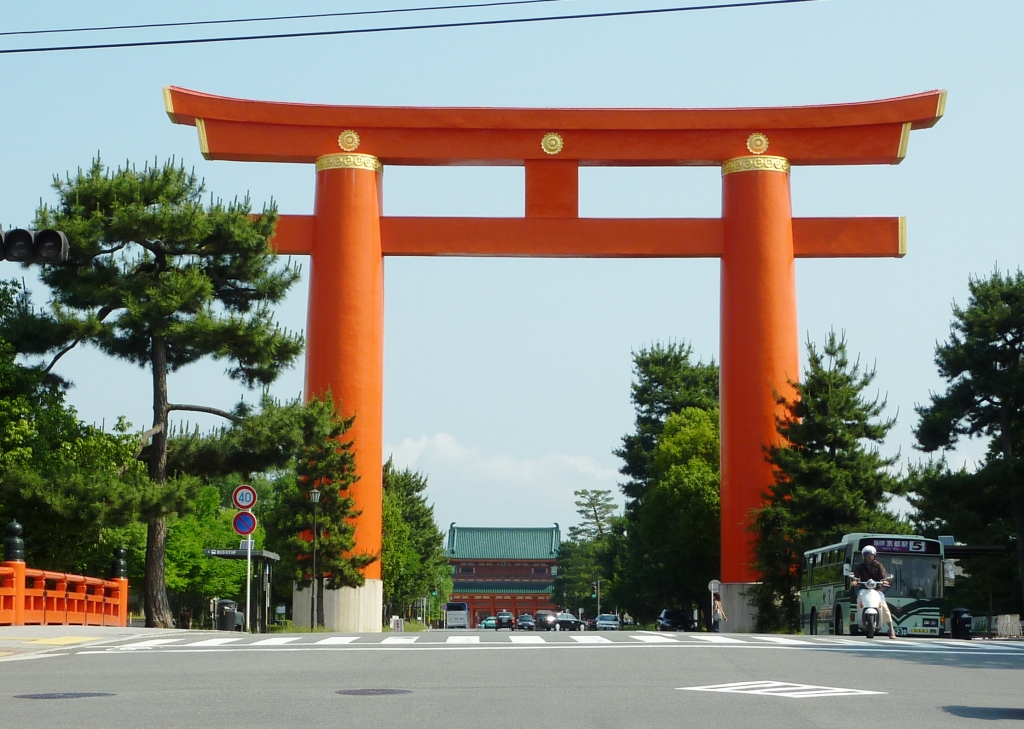
Torii o puerta tradicional japonesa. Banna-ji. Ashikaga, Togichi
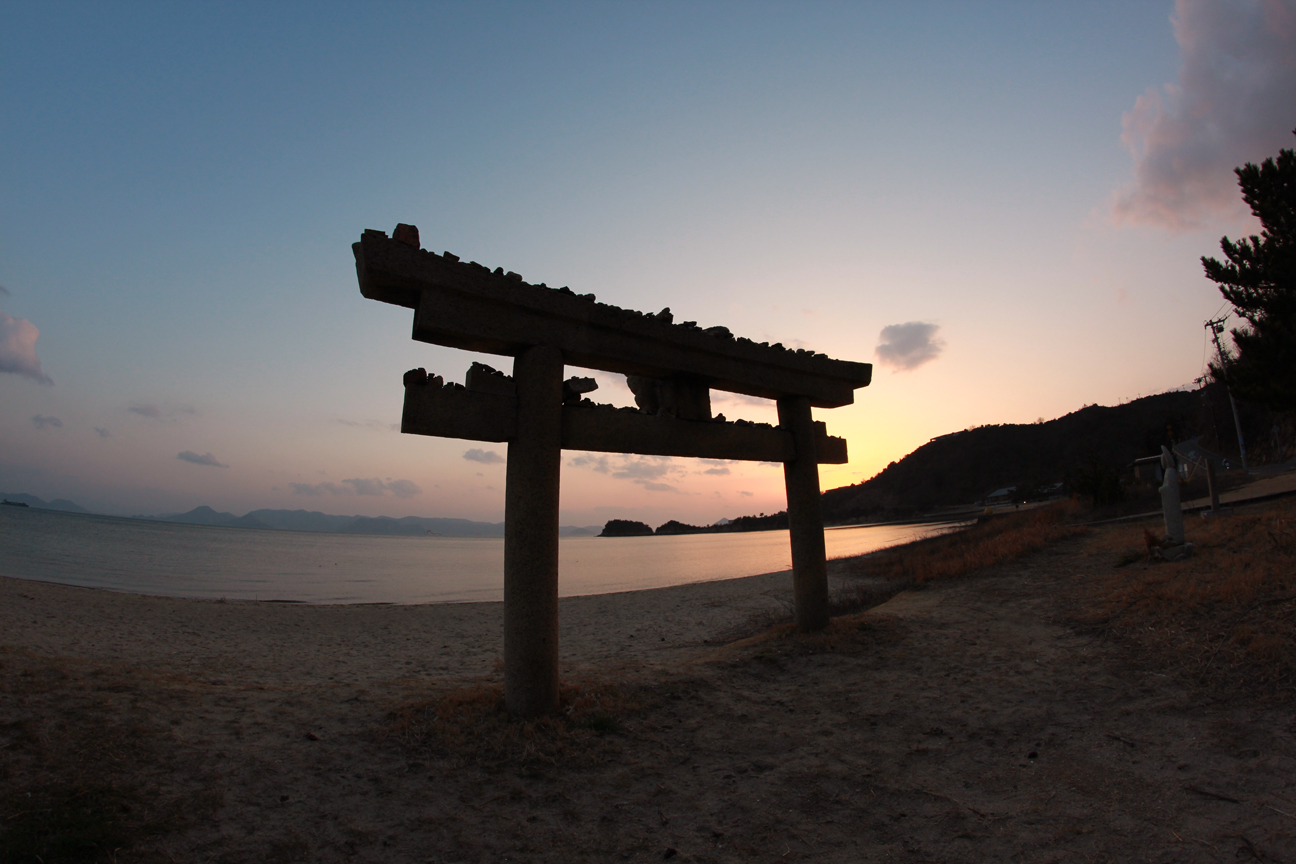
Torii junto a la playa en la isla de Naoshima
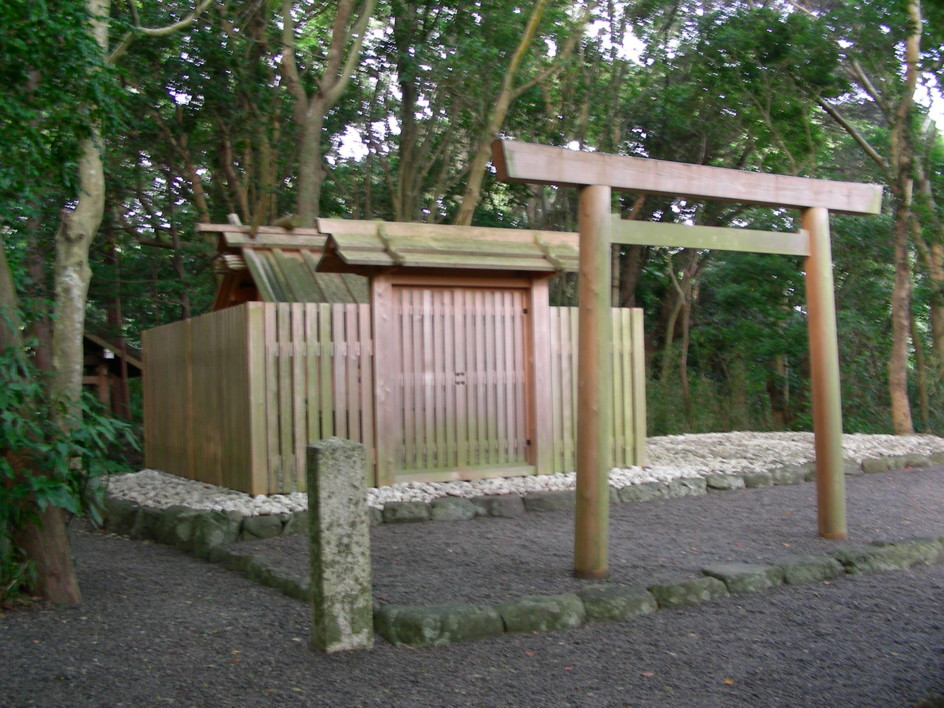
Ise torii, primer tipo. Tenga en cuenta la presencia de kasagi
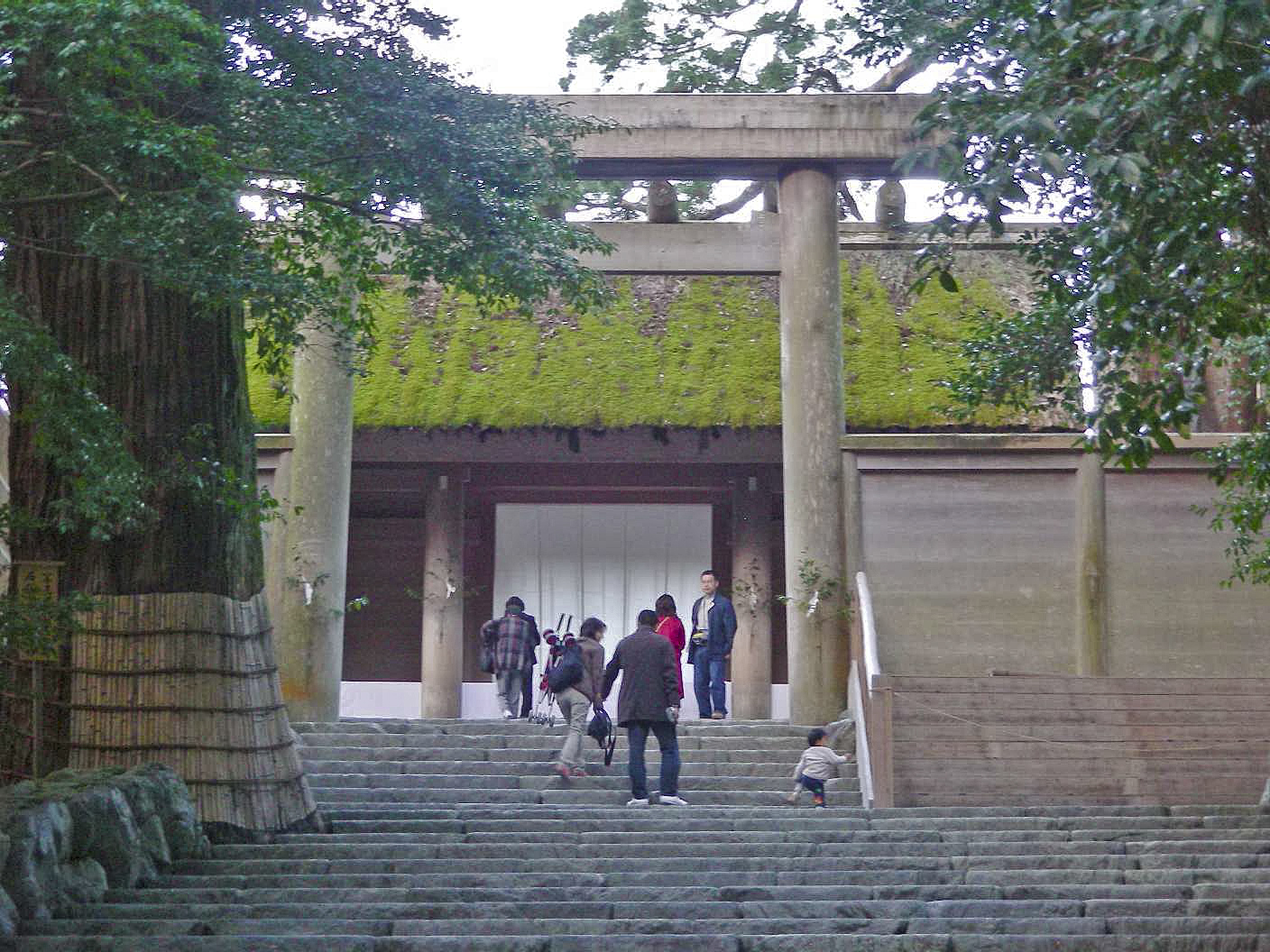
Ise torii, segundo tipo. Tenga en cuenta el shimaki
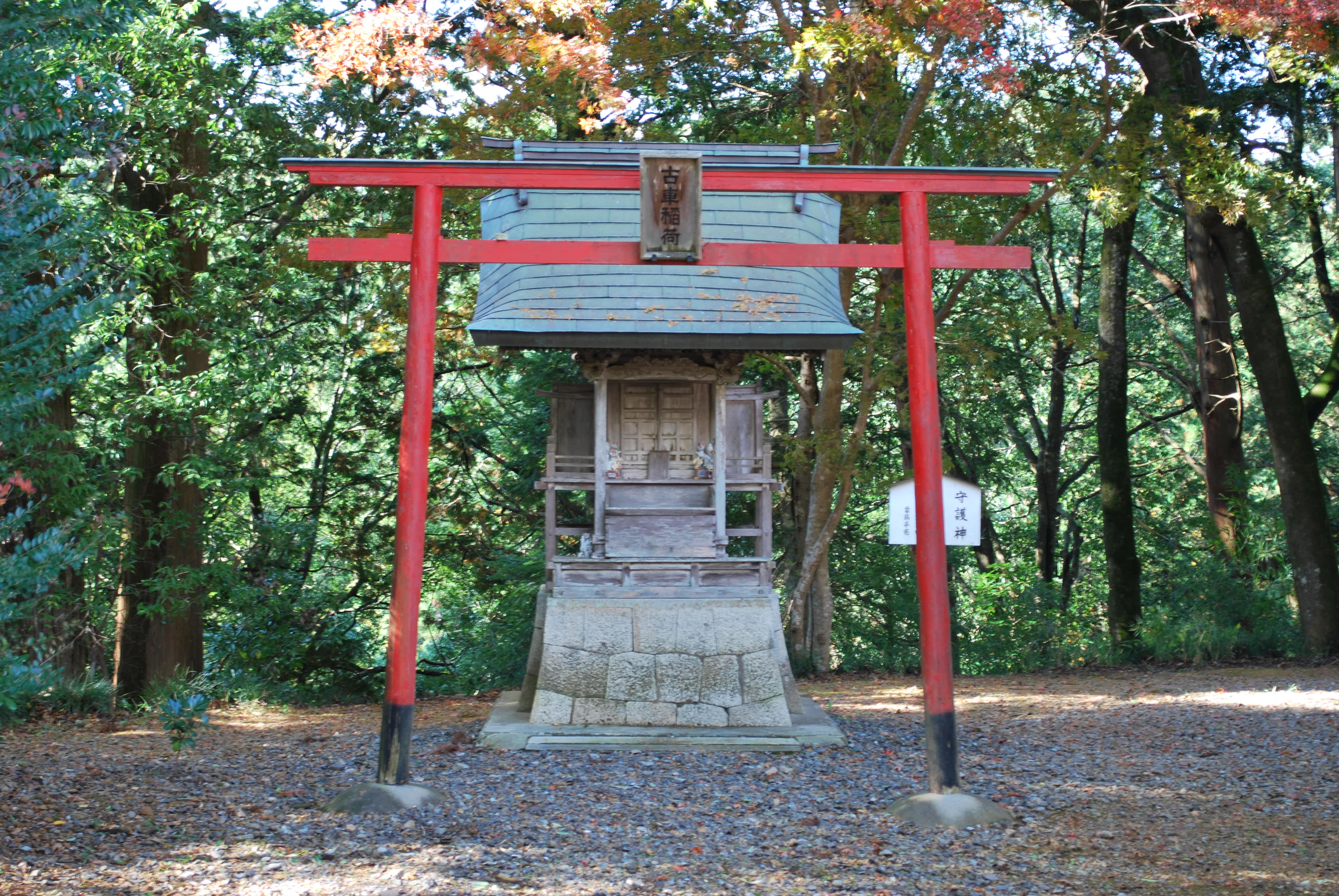
Hachiman torii
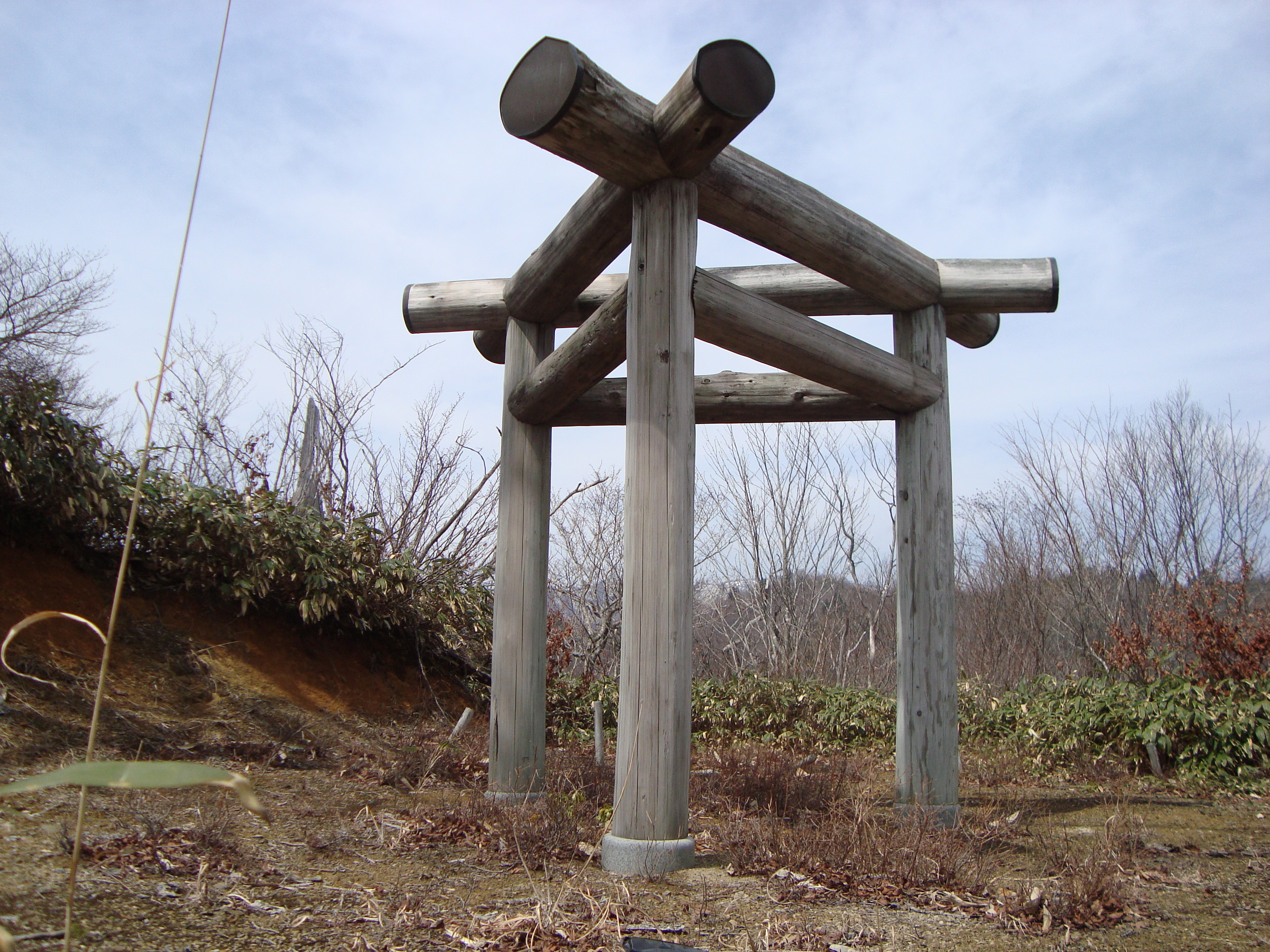
Mihashira torii
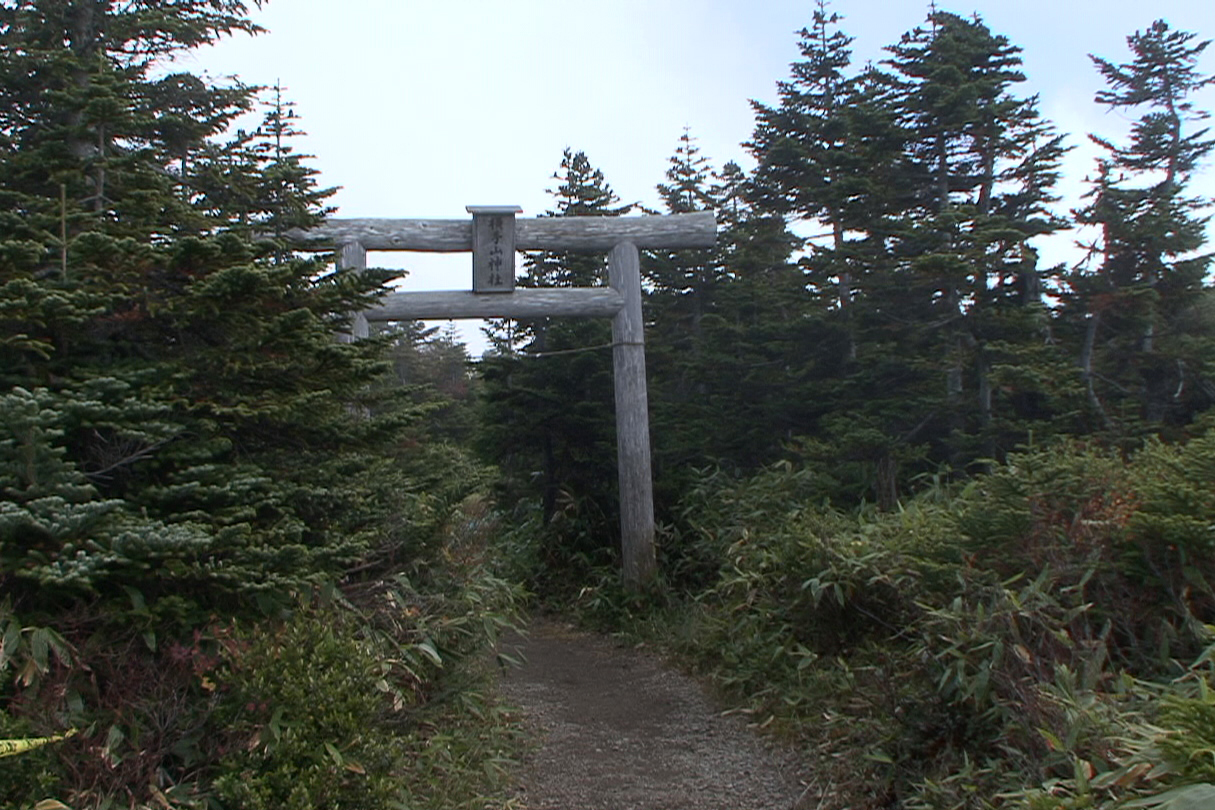
Un shiroki torii
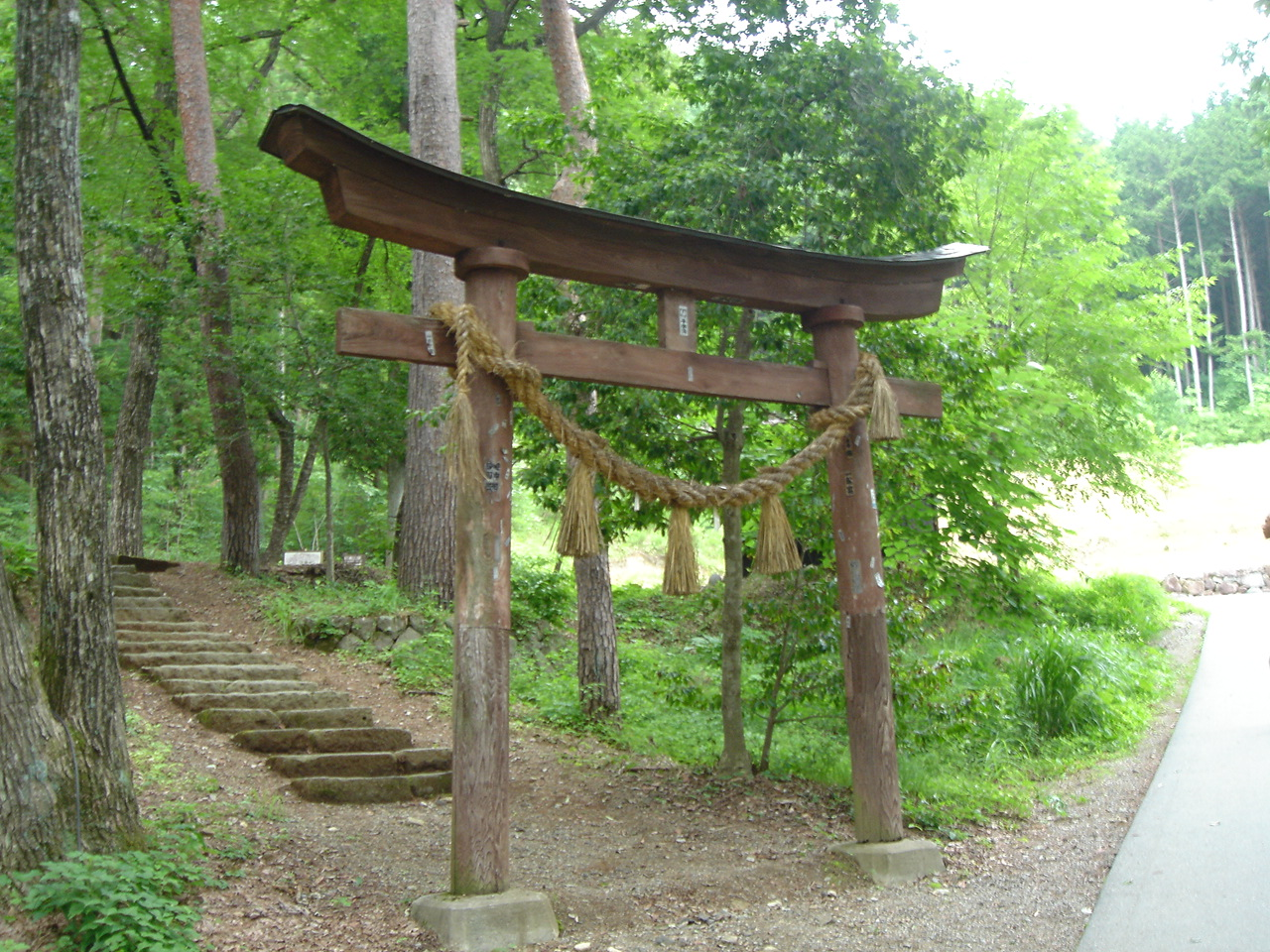
Torii en el Hida Minzoku Mura Folk Village

#### Shinmei torii
El shinmei torii (神明鳥居), que da nombre a la familia, está constituido únicamente por un dintel (kasagi) y dos pilares (hashira) unidos por una viga de unión (nuki). En su forma más simple, los cuatro elementos están redondeados y los pilares no tienen inclinación. Cuando el nuki tiene una sección rectangular, se llama Yasukuni torii, del Santuario Yasukuni de Tokio. Se cree que es el estilo torii más antiguo.

#### Ise torii
伊勢鳥居 (Ise torii) (ver ilustración de arriba) son puertas que se encuentran solo en el Santuario Interior y el Santuario Exterior en el Santuario de Ise en la Prefectura de Mie. Por esta razón, también se les llama Jingū torii, de Jingū, el nombre japonés oficial del Gran Santuario de Ise.
Hay dos variantes. El más común es extremadamente similar a un shinmei torii, sin embargo, sus pilares tienen una ligera inclinación hacia adentro y su nuki se mantiene en su lugar mediante cuñas (kusabi). El kasagi tiene una sección pentagonal (vea la ilustración en la galería a continuación). Los extremos del kasagi son un poco más gruesos, dando la impresión de una inclinación hacia arriba. Todos estos torii fueron construidos después del siglo XIV.
El segundo tipo es similar al primero, pero también tiene un dintel rectangular secundario (shimaki) debajo del kasagi pentagonal.
Este y el estilo shinmei torii comenzaron a ser más populares a principios del siglo XX en la época del sintoísmo estatal porque eran considerados los más antiguos y prestigiosos.

#### Kasuga torii
El Kasuga torii (春日鳥居) es un myōjin torii (ver la ilustración de arriba) con dinteles superiores rectos. El estilo toma su nombre del ichi-no-torii (一の鳥居) de Kasuga-taisha, o torii principal.
Los pilares tienen una inclinación y son ligeramente ahusados. El nuki sobresale y se mantiene en su lugar mediante un kusabi introducido por ambos lados.
Este torii fue el primero en ser pintado de color bermellón y en adoptar un shimaki en Kasuga Taisha, el santuario del que toma su nombre.

#### Hachiman torii
Casi idéntico a un kasuga torii (ver ilustración arriba), pero con los dos dinteles superiores inclinados, el Hachiman torii (八幡鳥居) apareció por primera vez durante el período Heian. El nombre proviene del hecho de que este tipo de torii se usa a menudo en los santuarios de Hachiman.

#### Kashima torii
El kashima torii (鹿島鳥居) (ver ilustración arriba) es un shinmei torii sin korobi, con kusabi y un nuki que sobresale. Toma su nombre del Santuario Kashima en la prefectura de Ibaraki.

#### Kuroki torii
El kuroki torii (黒木鳥居) es un shinmei torii construido con madera sin descortezar. Debido a que este tipo de torii requiere reemplazo a intervalos de tres años, se está volviendo raro. El ejemplo más notorio es el Santuario Nonomiya en Kioto. Sin embargo, el santuario ahora usa un torii hecho de material sintético que simula el aspecto de la madera.

#### Shiromaruta torii
El shiromaruta torii (白丸太鳥居) o shiroki torii (白木鳥居) es un shinmei torii hecho con troncos a los que se les ha quitado la corteza. Este tipo de torii está presente en las tumbas de todos los emperadores de Japón.

#### Mihashira torii
El mihashira torii o Mitsubashira Torii (三柱鳥居, Torii de tres pilares, también 三角鳥居 sankaku torii) (ver ilustración de arriba) es un tipo de torii que parece estar formado por tres torii individuales (ver galería). Algunos creen que fue construido por los primeros cristianos japoneses para representar a la Santísima Trinidad.

### FamiliaMyōjin
El Myōjin torii y sus variantes se caracterizan por dinteles curvos.

Myōjin torii – kasagi y shimaki están curvados hacia arriba
Nakayama torii – un myōjin torii, pero el nuki no sobresale de los pilares
Daiwa o Inari torii – Un "myōjin torii" con anillos en la parte superior de los pilares
Ryōbu torii – un daiwa torii con pilares apoyados en ambos lados
Miwa torii – un triple myōjin torii
Usa torii – Un myōjin torii sin gakuzuka
Nune torii – un daiwa torii con un pequeño frontón sobre el gakuzuka
Sannō torii – un myōjin torii con un frontón sobre el kasagi
Hizen torii – un estilo inusual con un kasagi redondeado y pilares gruesos y acampanados[nota 4]

#### Galería de fotos

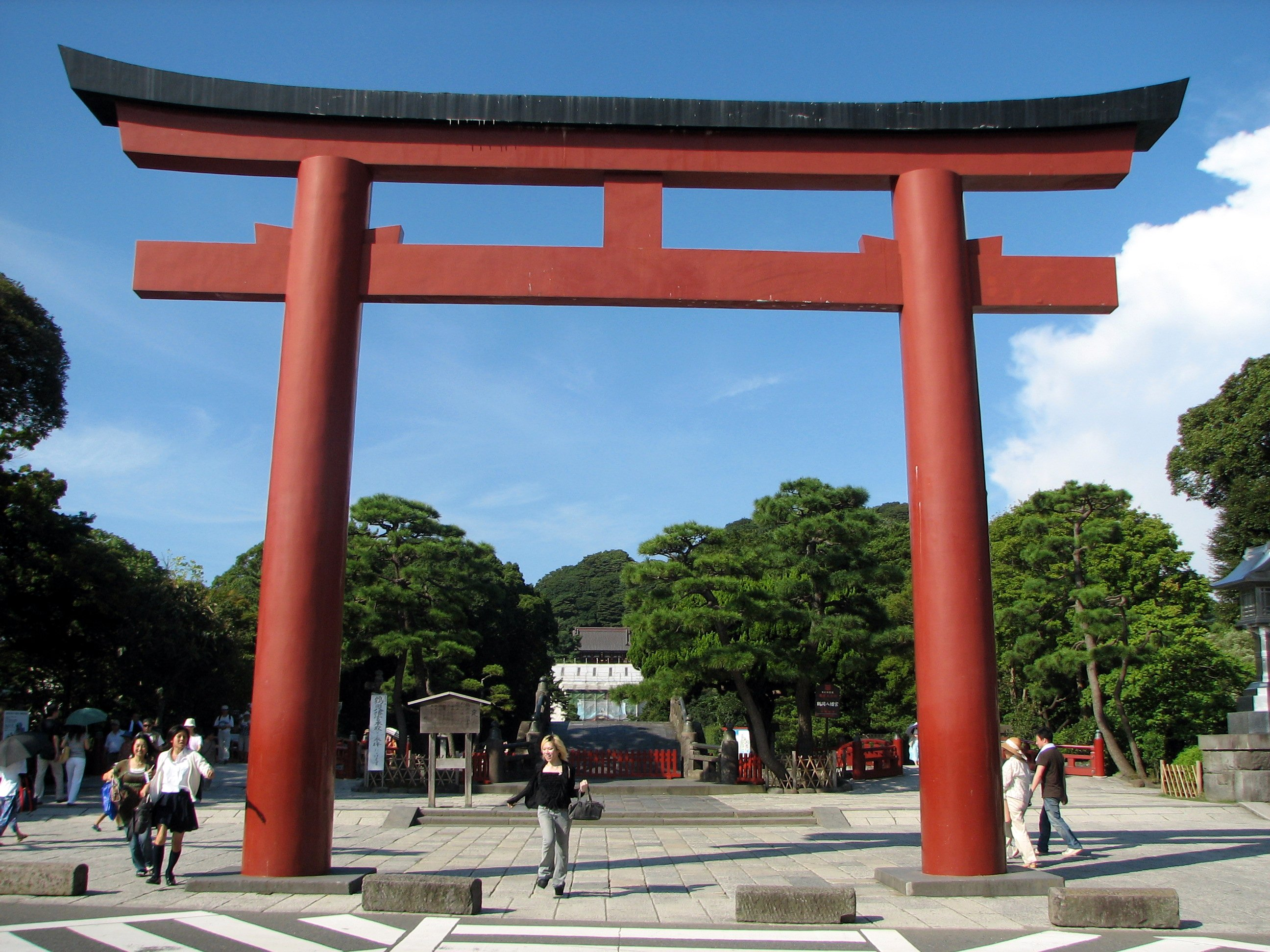
Myōjin torii
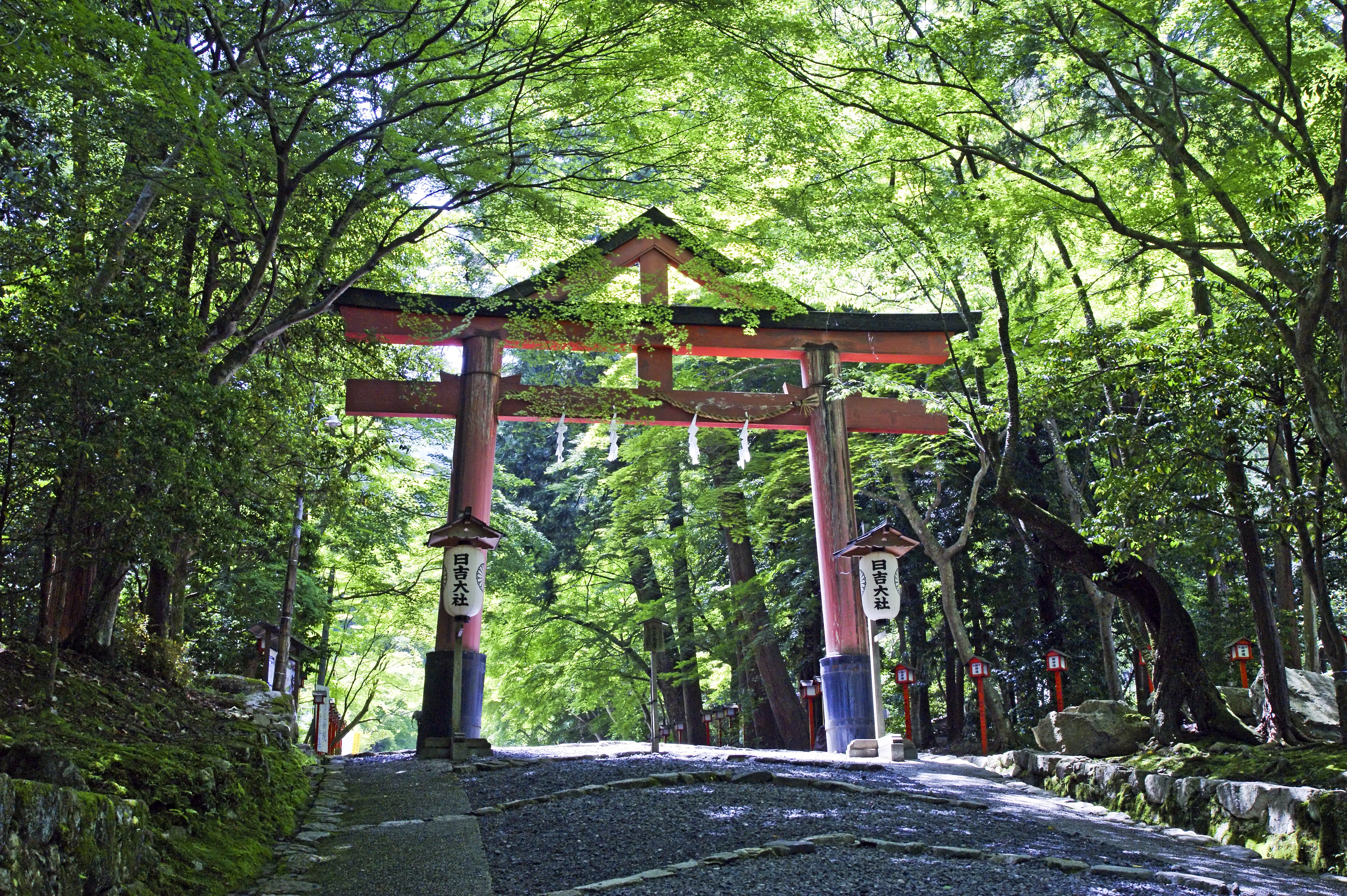
Sannō torii
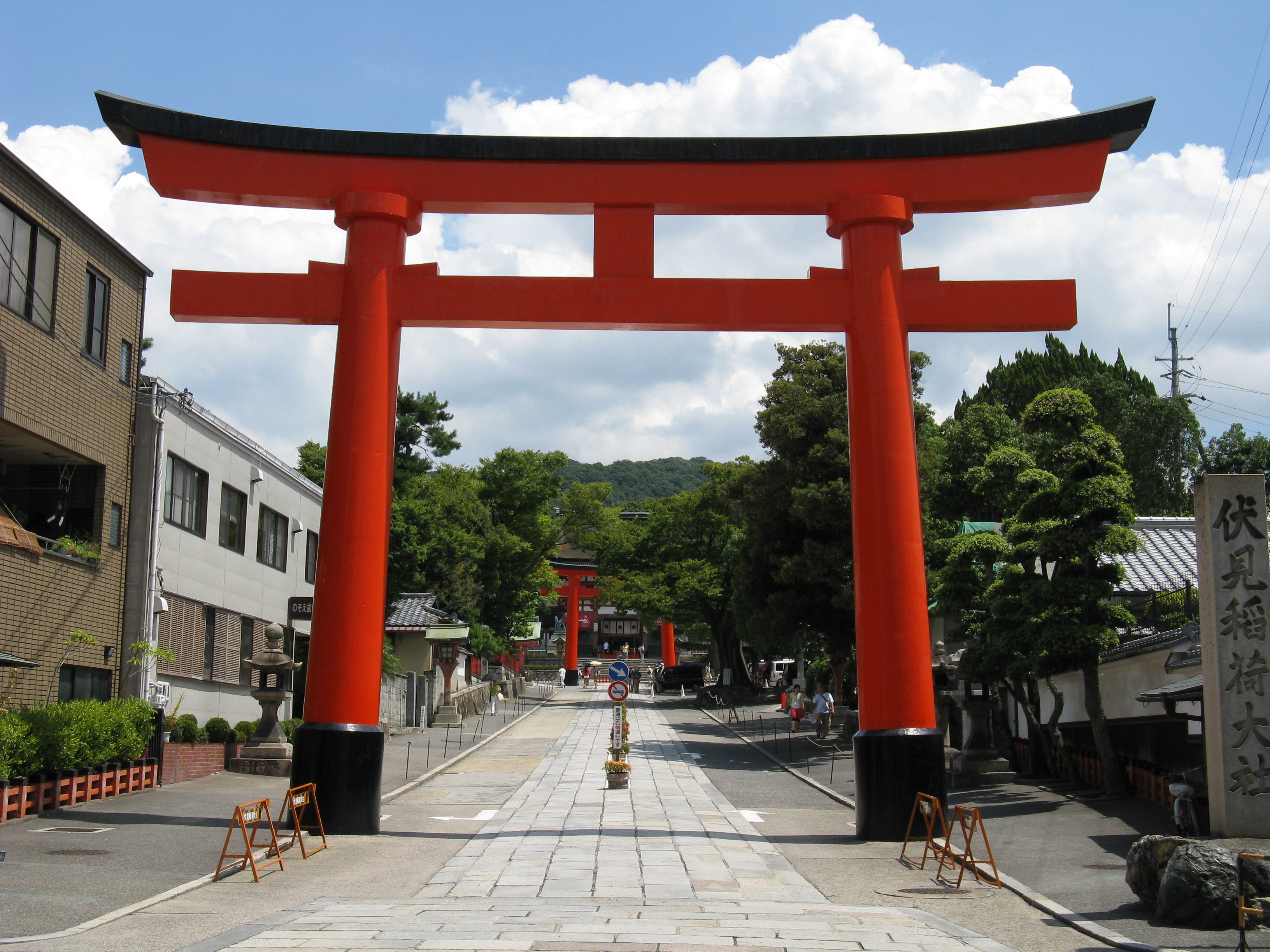
Daiwa torii. Tenga en cuenta el nemaki
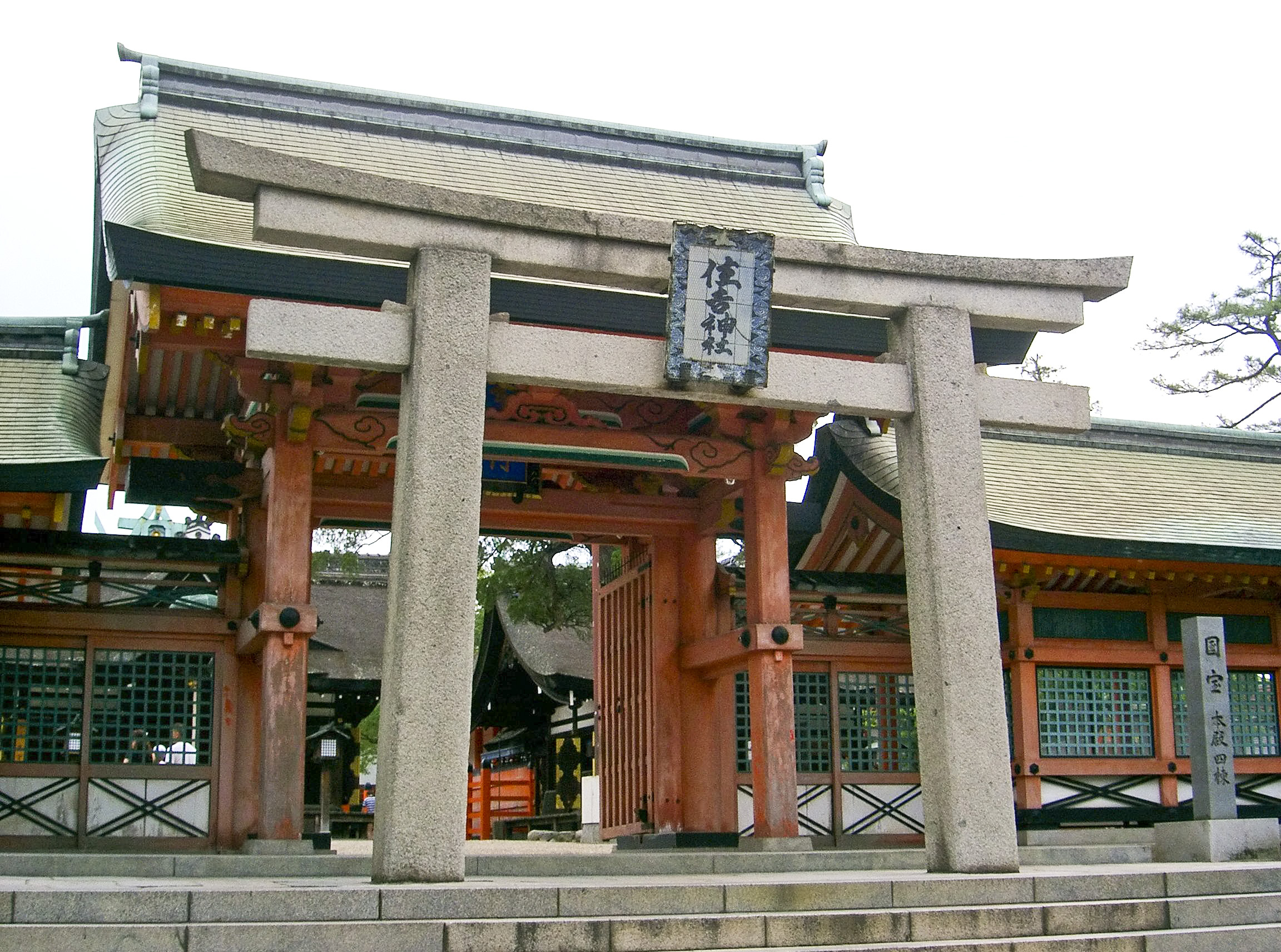
El Sumiyoshi torii tiene pilares con una sección transversal cuadrada
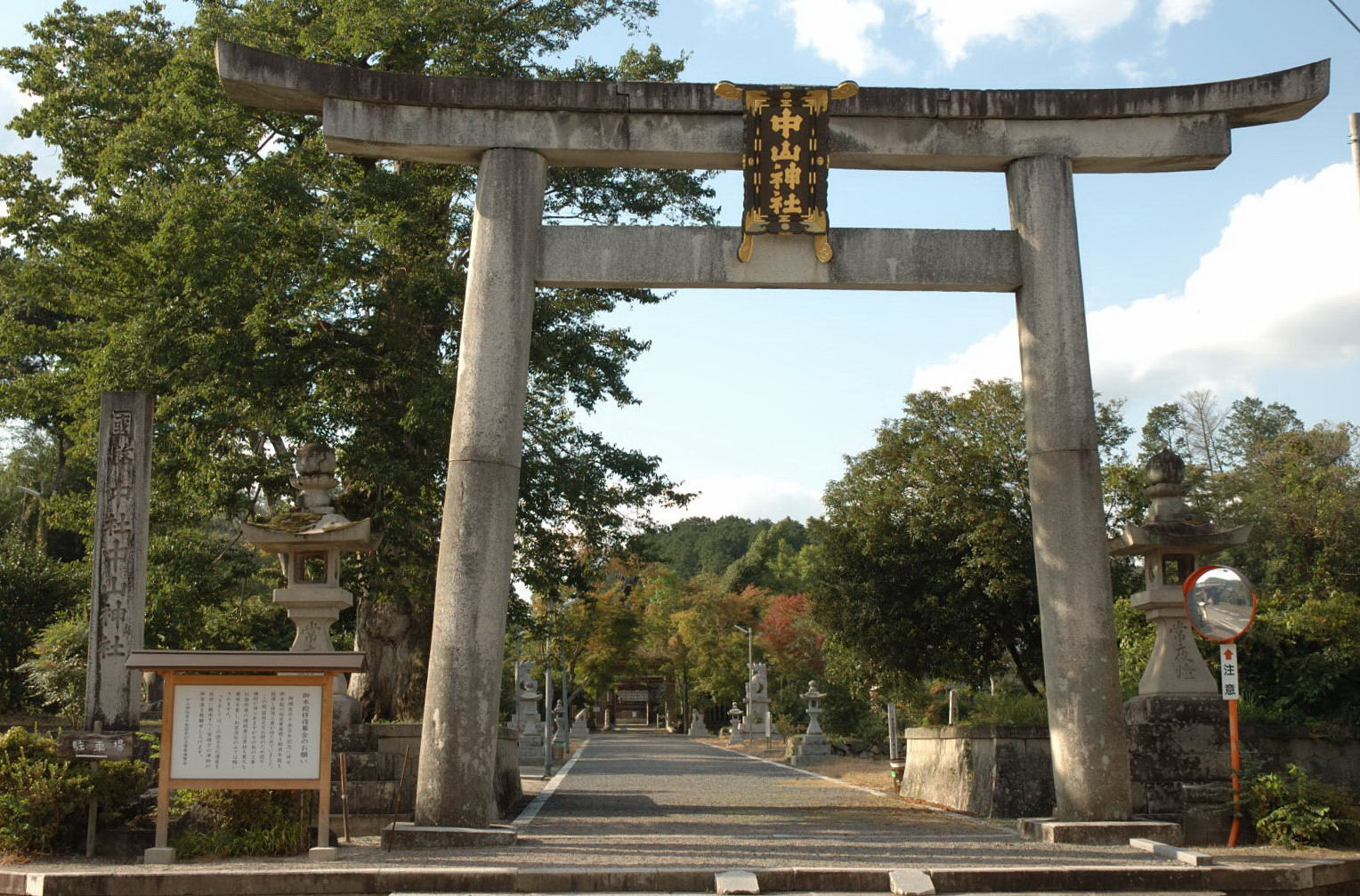
Nakayama torii
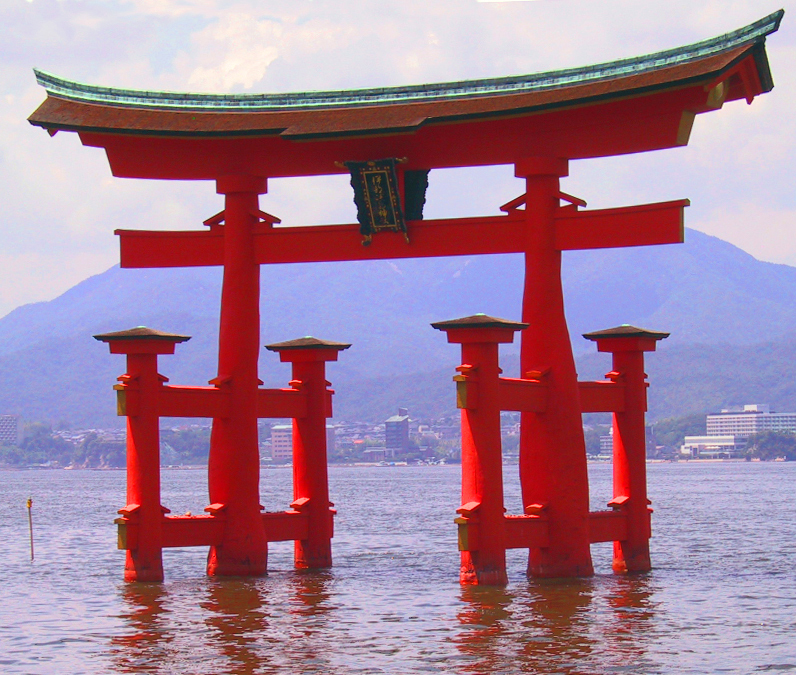
Ryōbu torii
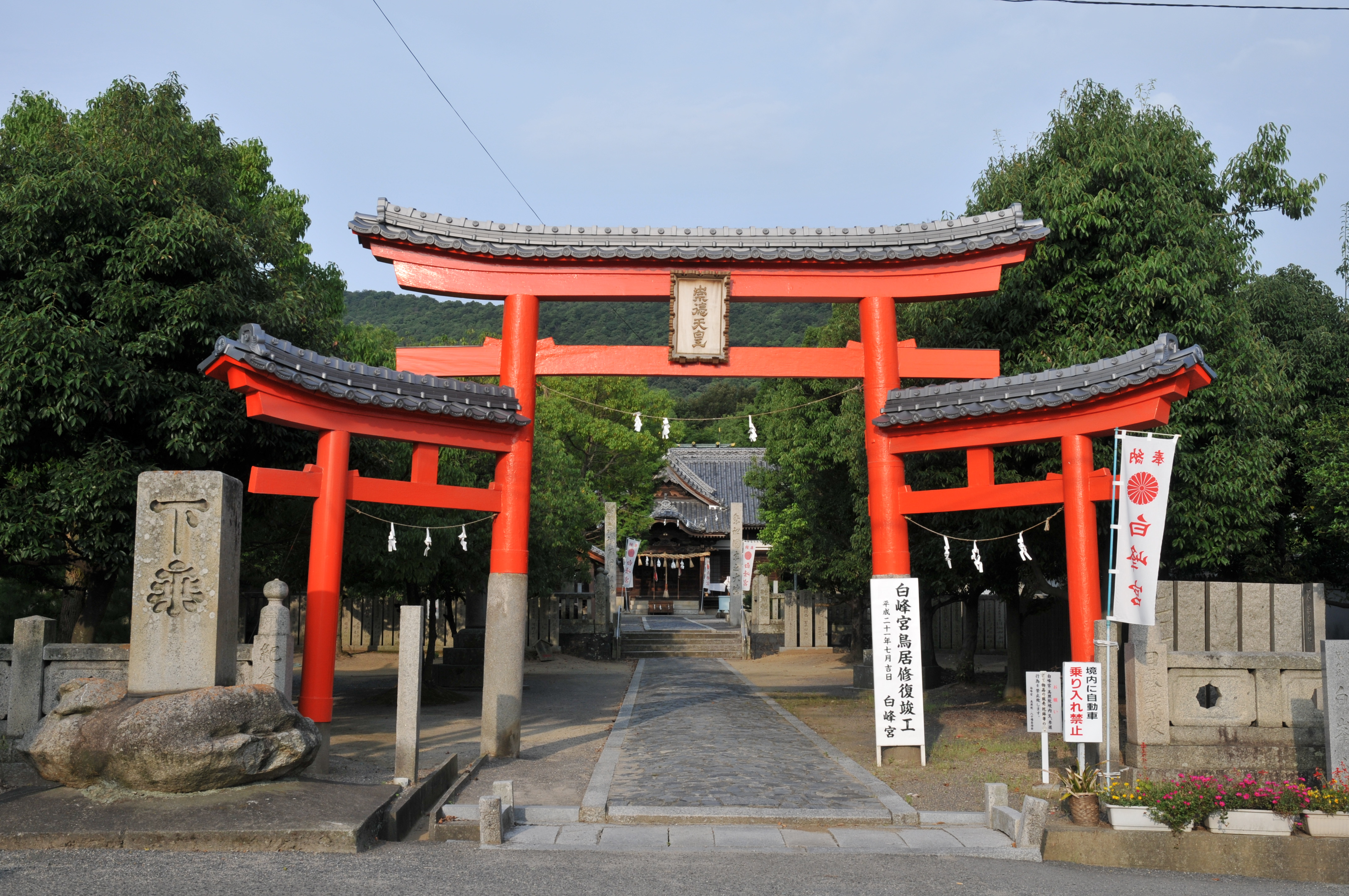
Miwa Torii
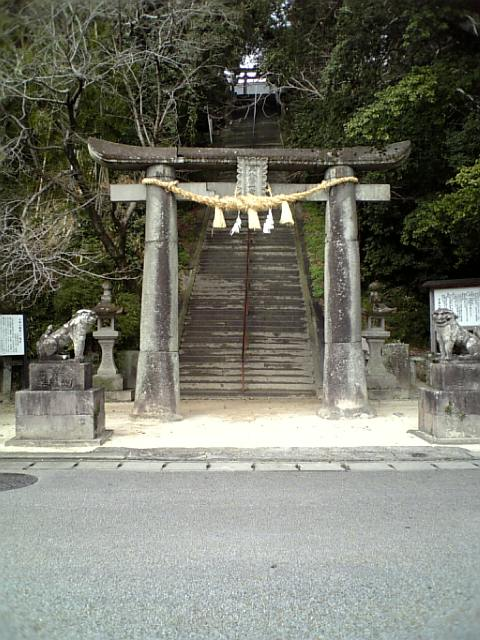
El hizen torii (肥前鳥居?) tiene un "kasagi" redondeado y gruesos pilares acampanados
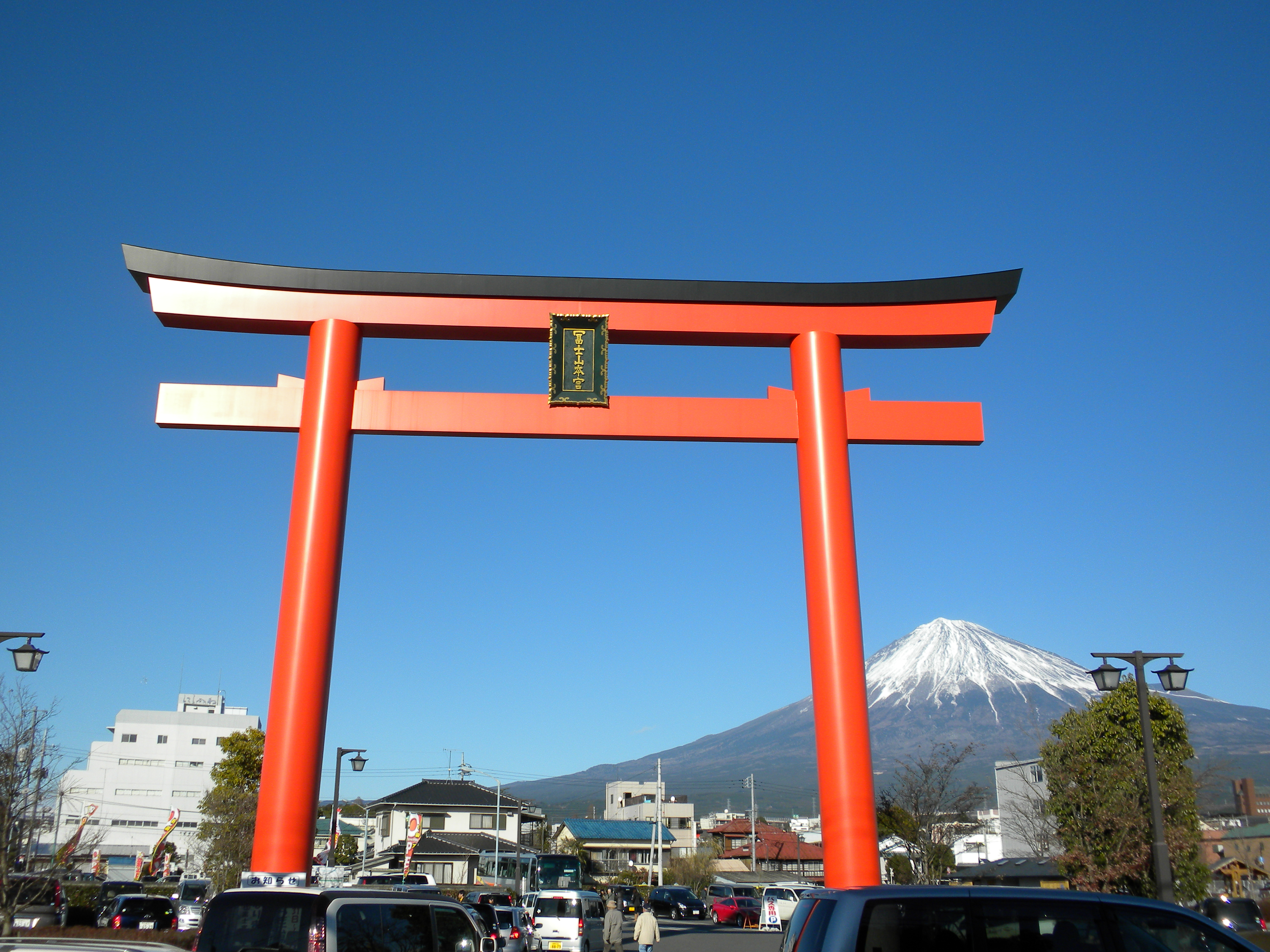
Fujisan Hongū Sengen Taisha
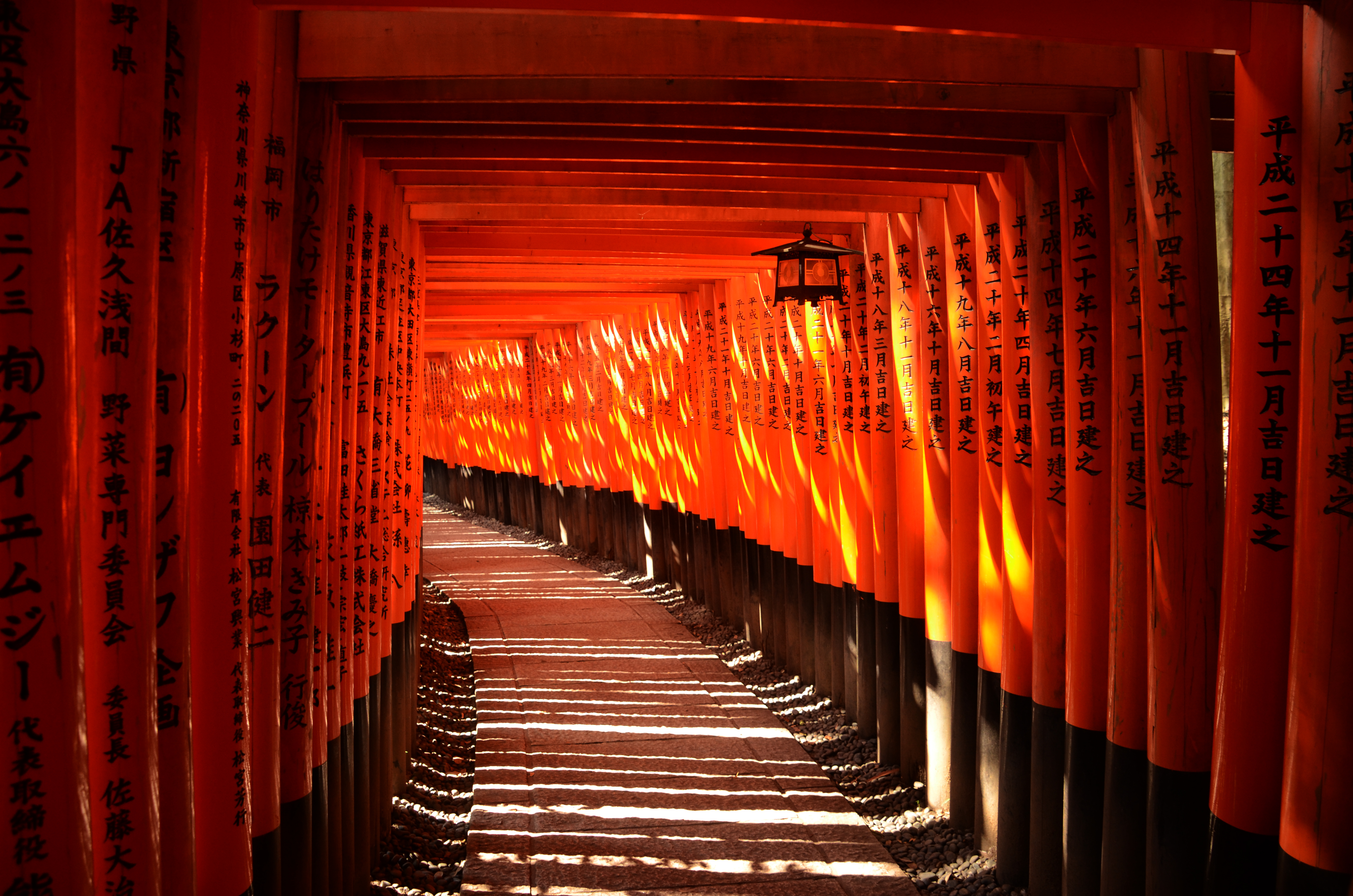
Senbon torii en Fushimi Inari-taisha

#### Myōjin torii
Los myōjin torii (明神鳥居), con mucho el estilo torii más común, se caracterizan por dinteles superiores curvos (kasagi y shimaki). Ambos se curvan ligeramente hacia arriba. Kusabi están presentes. Un myōjin torii puede estar hecho de madera, piedra, hormigón u otros materiales y ser bermellón o sin pintar.

#### Nakayama torii
El estilo Nakayama torii (中山鳥居), que toma su nombre de Nakayama Jinja en la prefectura de Okayama, es básicamente un myōjin torii, pero el nuki no sobresale de los pilares y la curva formada por los dos dinteles superiores está más acentuada de lo habitual. El torii del Santuario Nakayama que da nombre al estilo tiene 9 m de altura y fue erigido en 1791.

#### Daiwa/Inari torii
El daiwa o Inari torii (大輪鳥居・稲荷鳥居) (ver la ilustración de arriba) es un myōjin torii con dos anillos llamados daiwa en la parte superior de los dos pilares. El nombre "Inari torii" proviene del hecho de que los daiwa torii bermellones tienden a ser comunes en los santuarios de Inari, pero incluso en el famoso Santuario Fushimi Inari-taisha no todos los torii son de este estilo. Este estilo apareció por primera vez a finales del período Heian.

#### Sannō torii
El sannō torii (山王鳥居) (ver foto abajo) es myōjin torii con un frontón sobre los dos dinteles superiores. El mejor ejemplo de este estilo se encuentra en el Santuario Hiyoshi cerca del lago Biwa.

#### Miwa torii
También llamado sankō torii (三光鳥居, tres torii ligeros), mitsutorii (三鳥居, triple torii) o komochi torii (子持ち鳥居, torii con niños) (ver ilustración anterior), el miwa torii (輪鳥居) se compone de tres myōjin torii sin inclinación de los pilares. Se puede encontrar con o sin puertas. El más famoso se encuentra en el Santuario Ōmiwa, en Nara, de donde toma su nombre.

#### Ryōbu torii
También llamado yotsuashi torii (四脚鳥居, torii de cuatro patas), gongen torii (権現鳥居) o chigobashira torii (稚児柱鳥居), el ryōbu torii (両部鳥居) es un daiwa torii cuyos pilares están reforzados en ambos lados por postes cuadrados (ver ilustración arriba). El nombre deriva de su larga asociación con Ryōbu Shintō, una corriente de pensamiento dentro del budismo Shingon. El famoso torii que surge del agua en Itsukushima es un ryōbu torii, y el santuario solía ser también un templo budista Shingon, tanto que todavía tiene una pagoda.

#### Hizen torii
El hizen torii (肥前鳥居) es un tipo inusual de torii con un kasagi redondeado y pilares que se ensanchan hacia abajo. El ejemplo de la galería a continuación es el torii principal en Chiriku Hachimangū en la prefectura de Saga, y una propiedad cultural importante designada por la ciudad.

## Galería

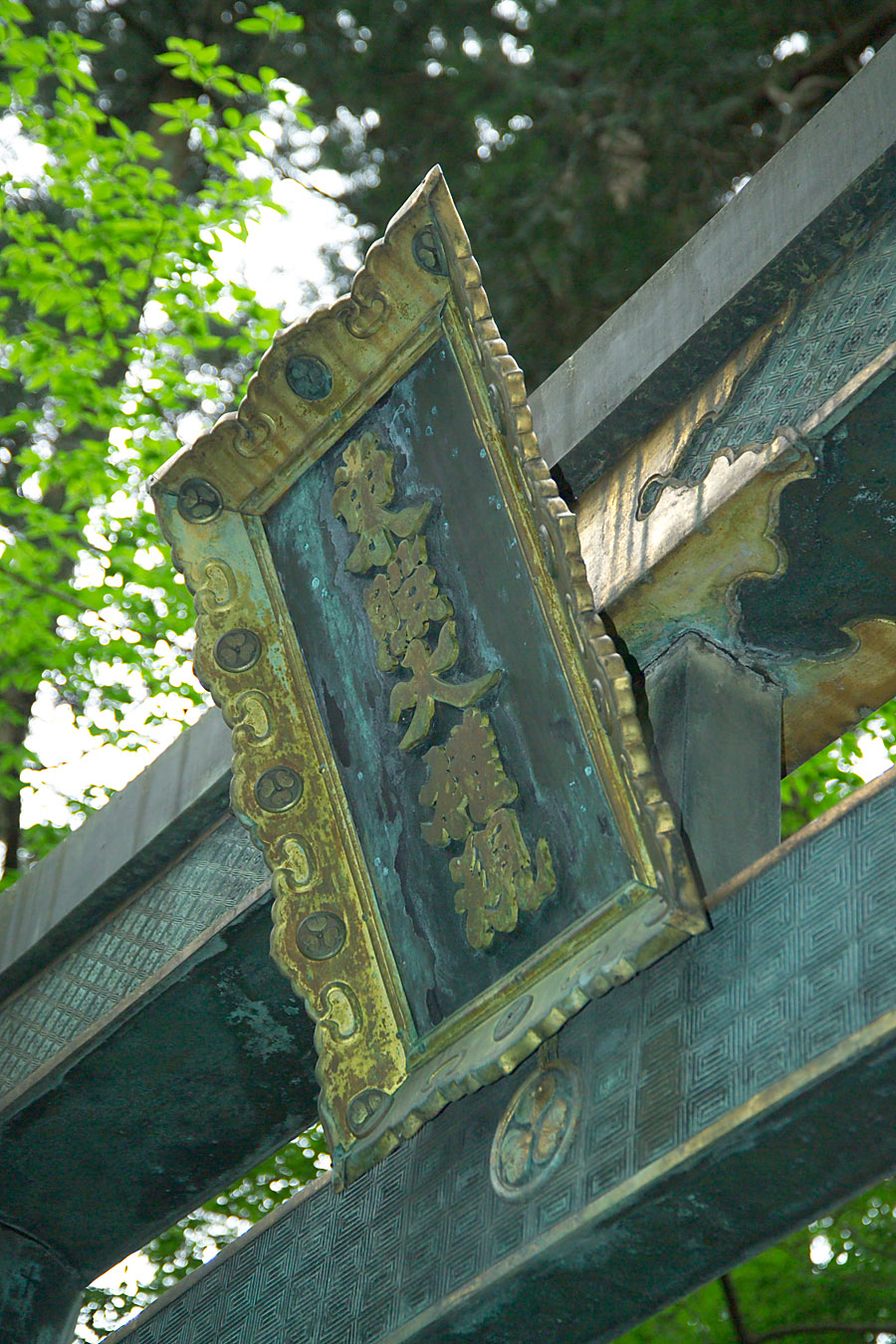
Una tableta en un torii en Nikkō Tōshō-gū cubre el gakuzuka
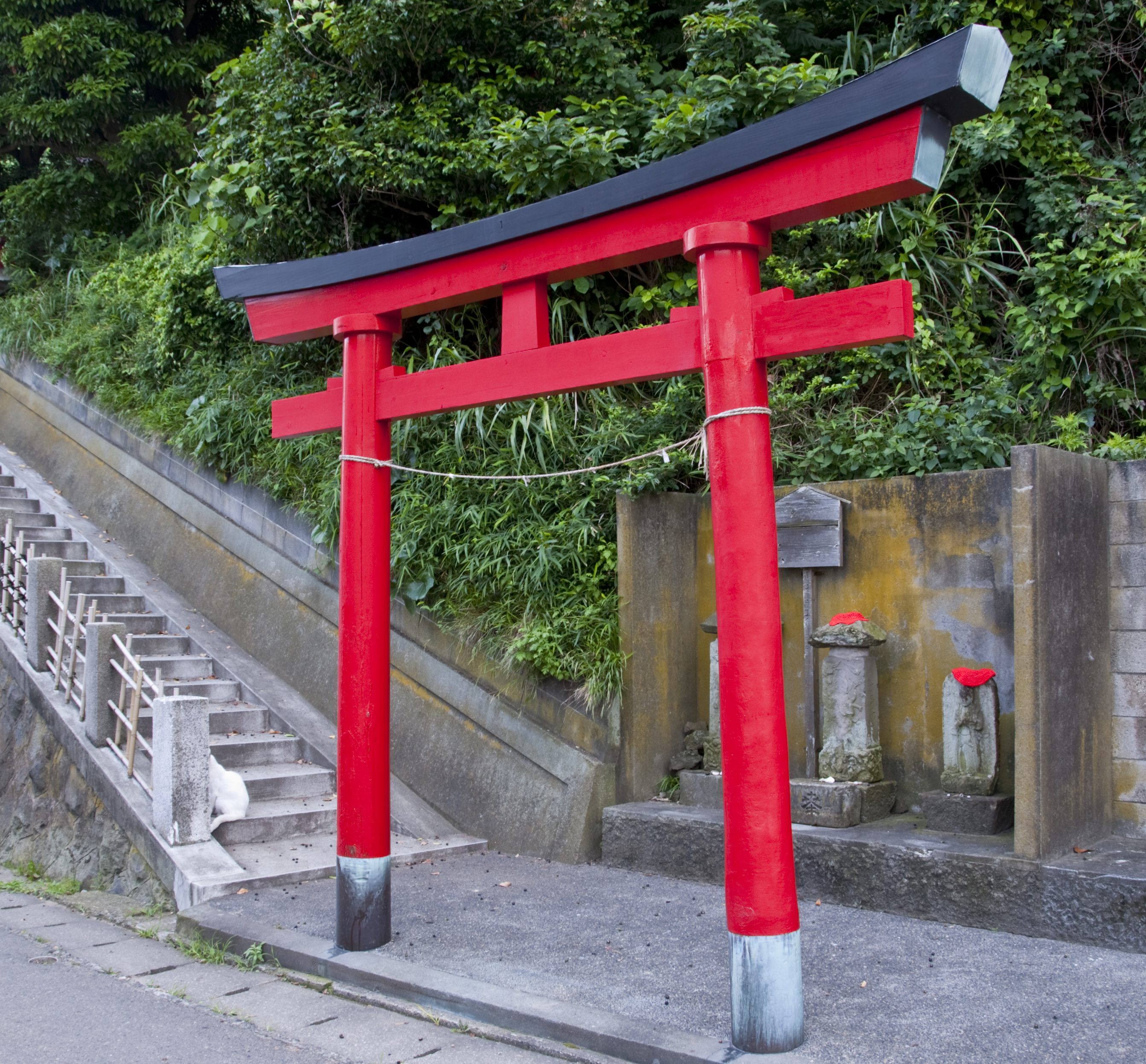
El perfil pentagonal típico de un torii kasagi. Tenga en cuenta el "nemaki" negro
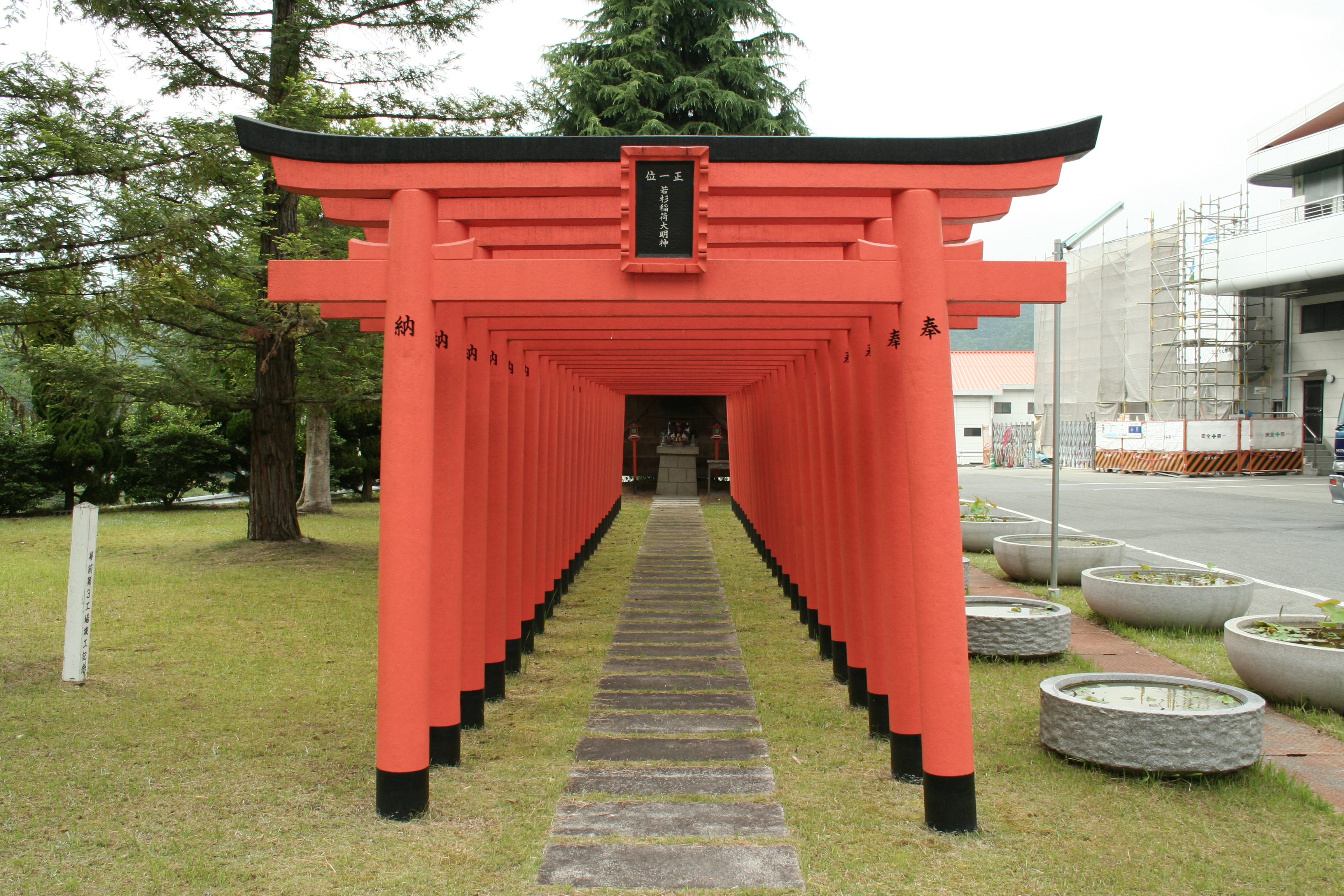
Una fila de torii
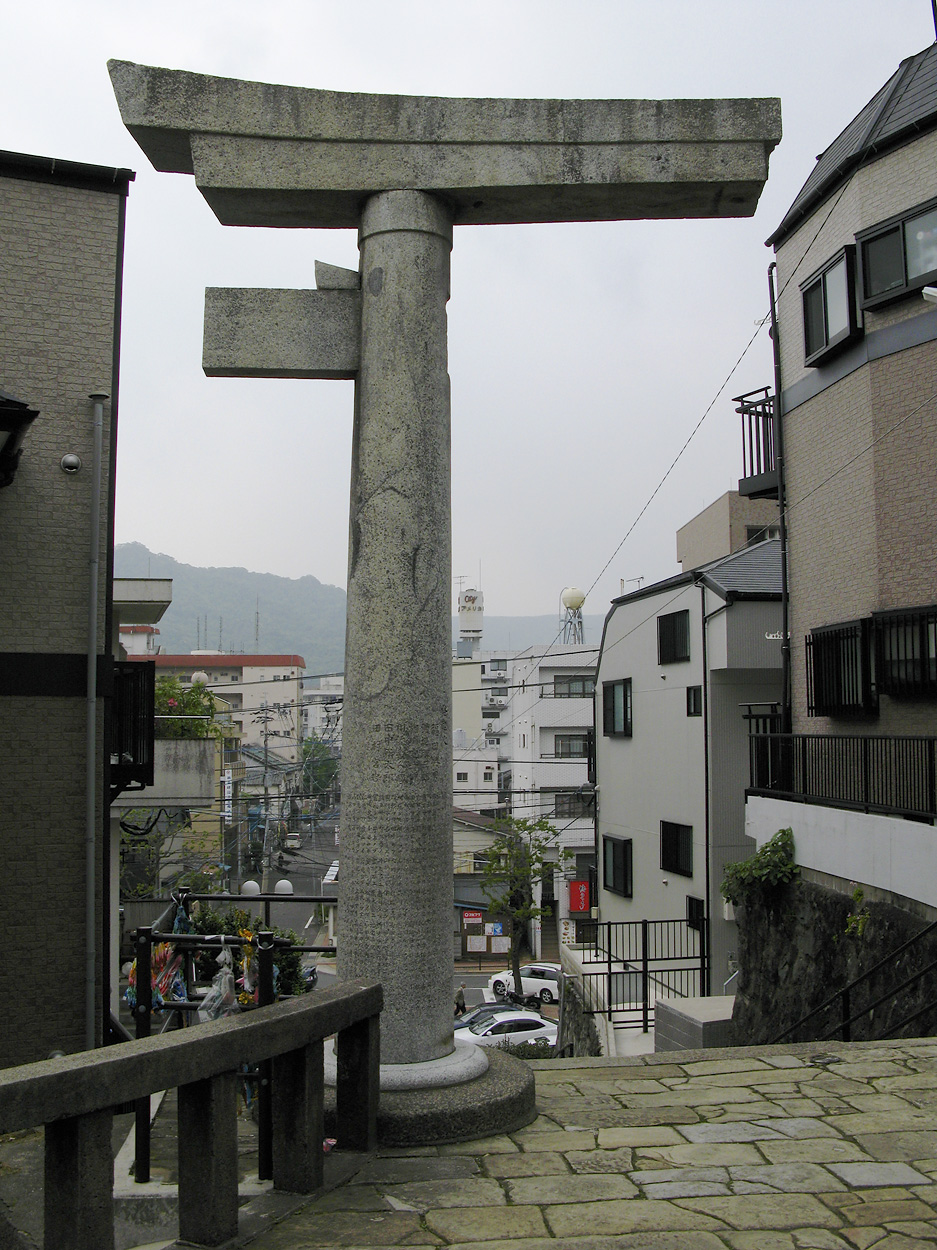
Torii de una pierna, Santuario Sannō, Nagasaki, Japón. La otra mitad fue derribada por la explosión de la bomba nuclear
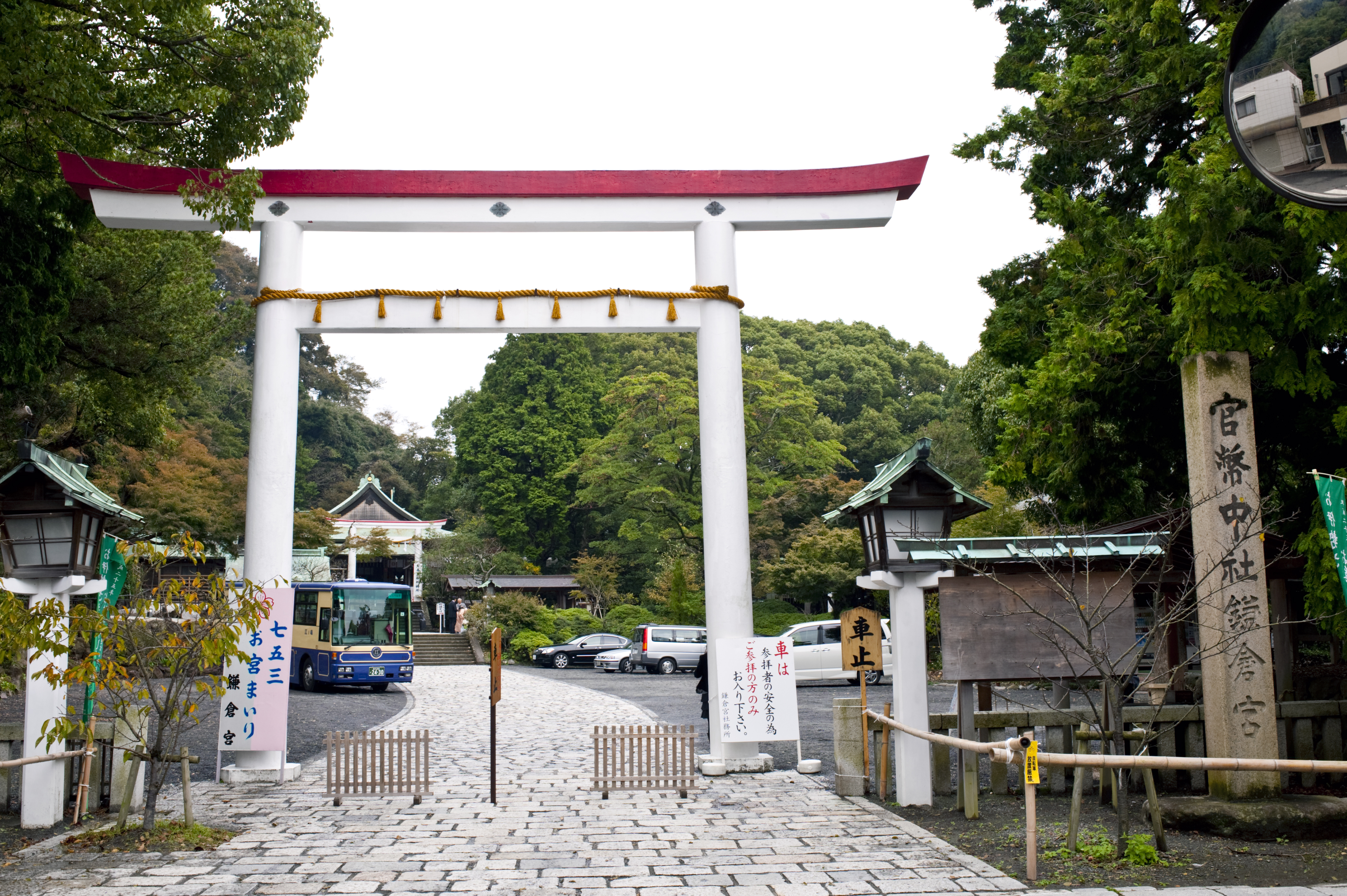
Un inusual Nakayama torii blanco y rojo
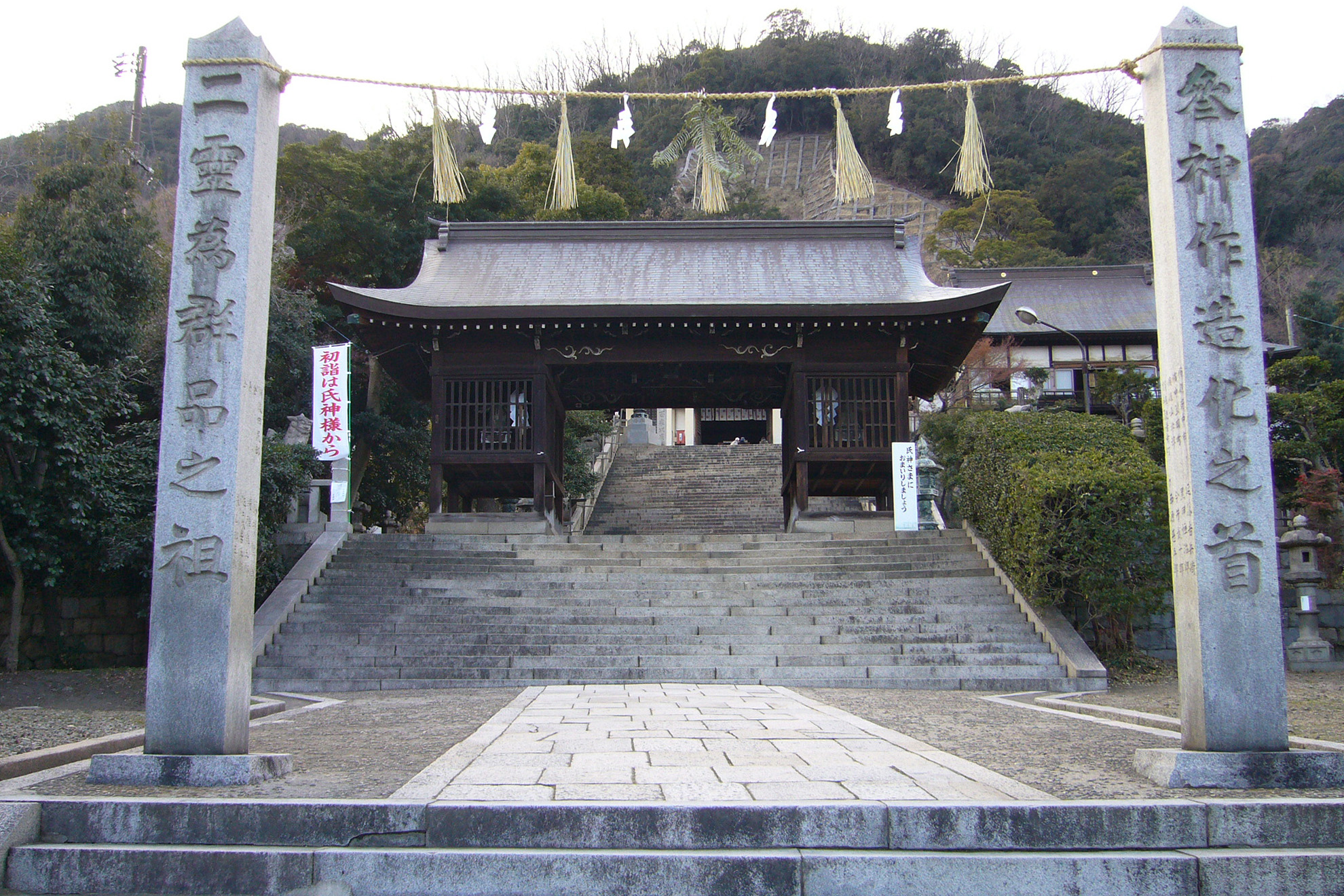
Un shime torii
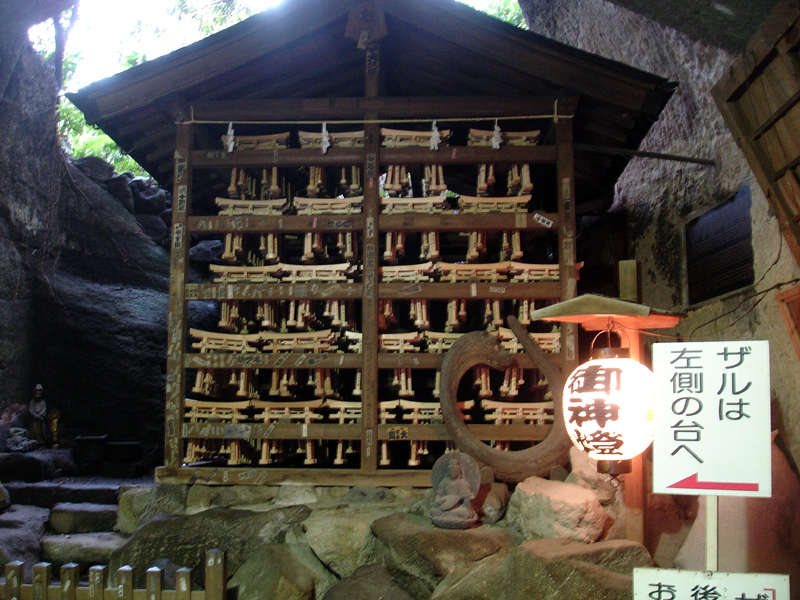
Filas de diminutos torii votivos donados por los fieles[nota 5]
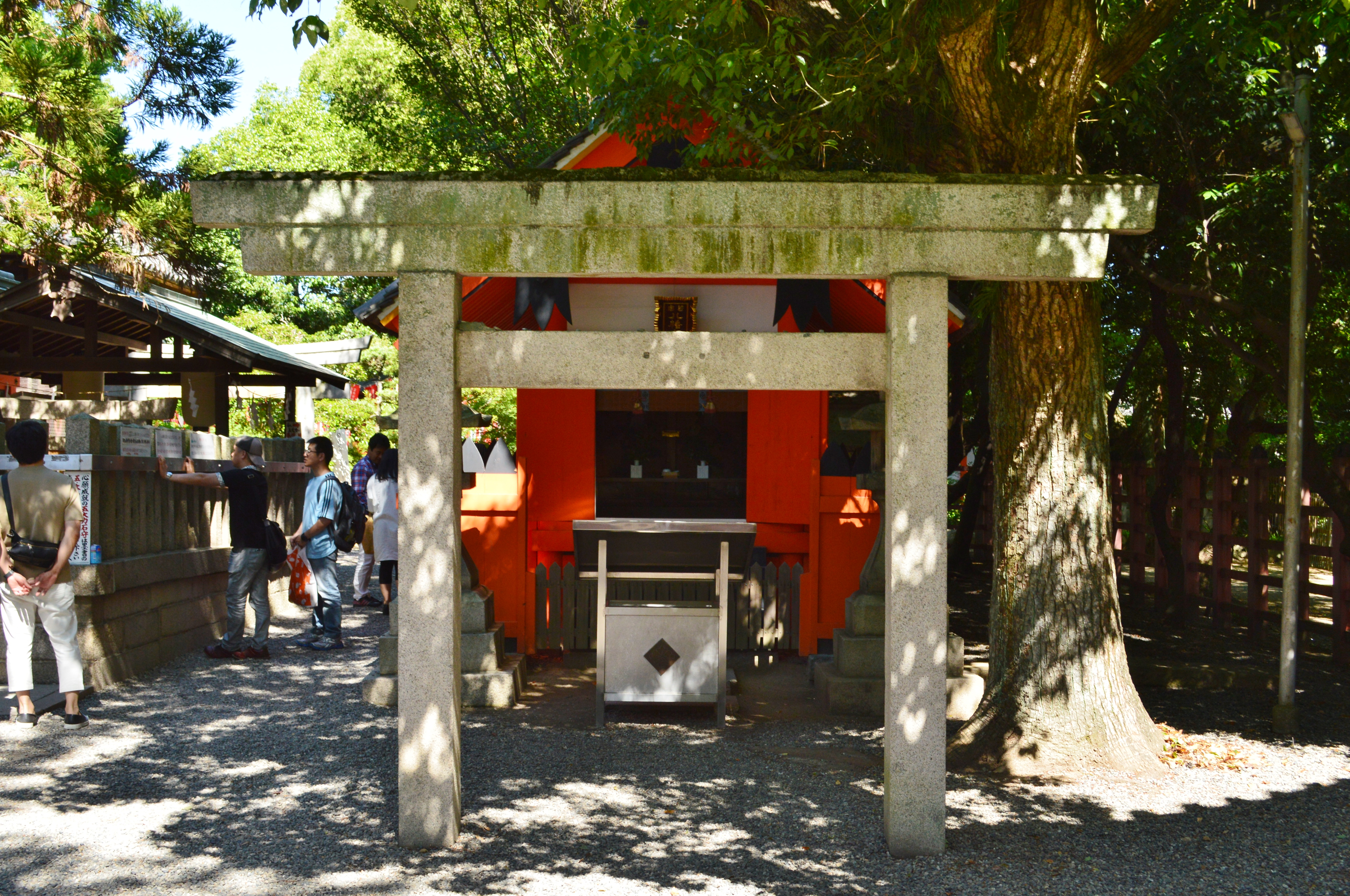
Un inusual kaku-torii (角鳥居?  lit. torii cuadrado) en Sumiyoshi Taisha: el nuki no sobresale y todos los miembros son cuadrados en la sección
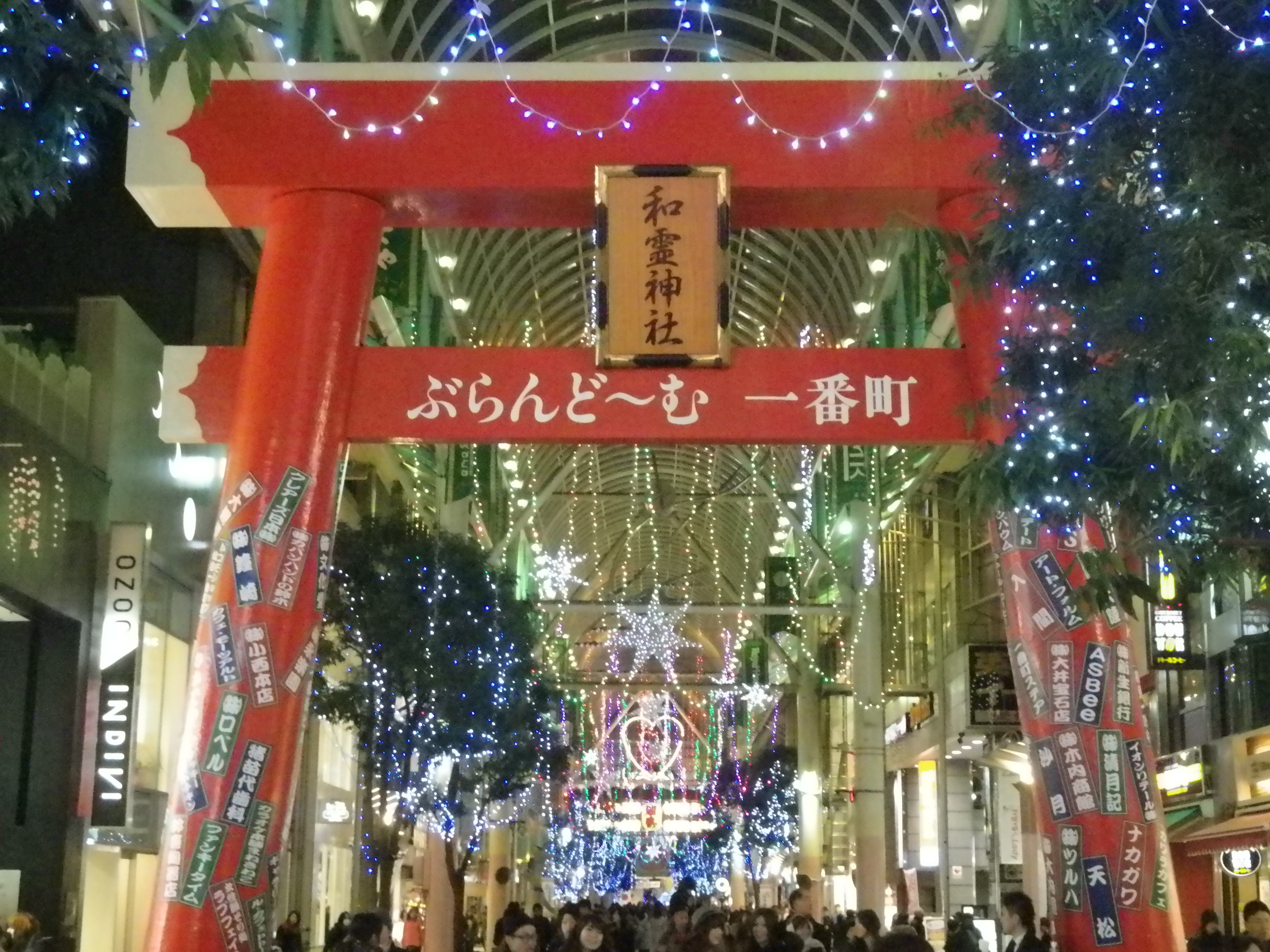
Un Torii temporal para la celebración del año nuevo en una calle comercial decorada con luces navideñas
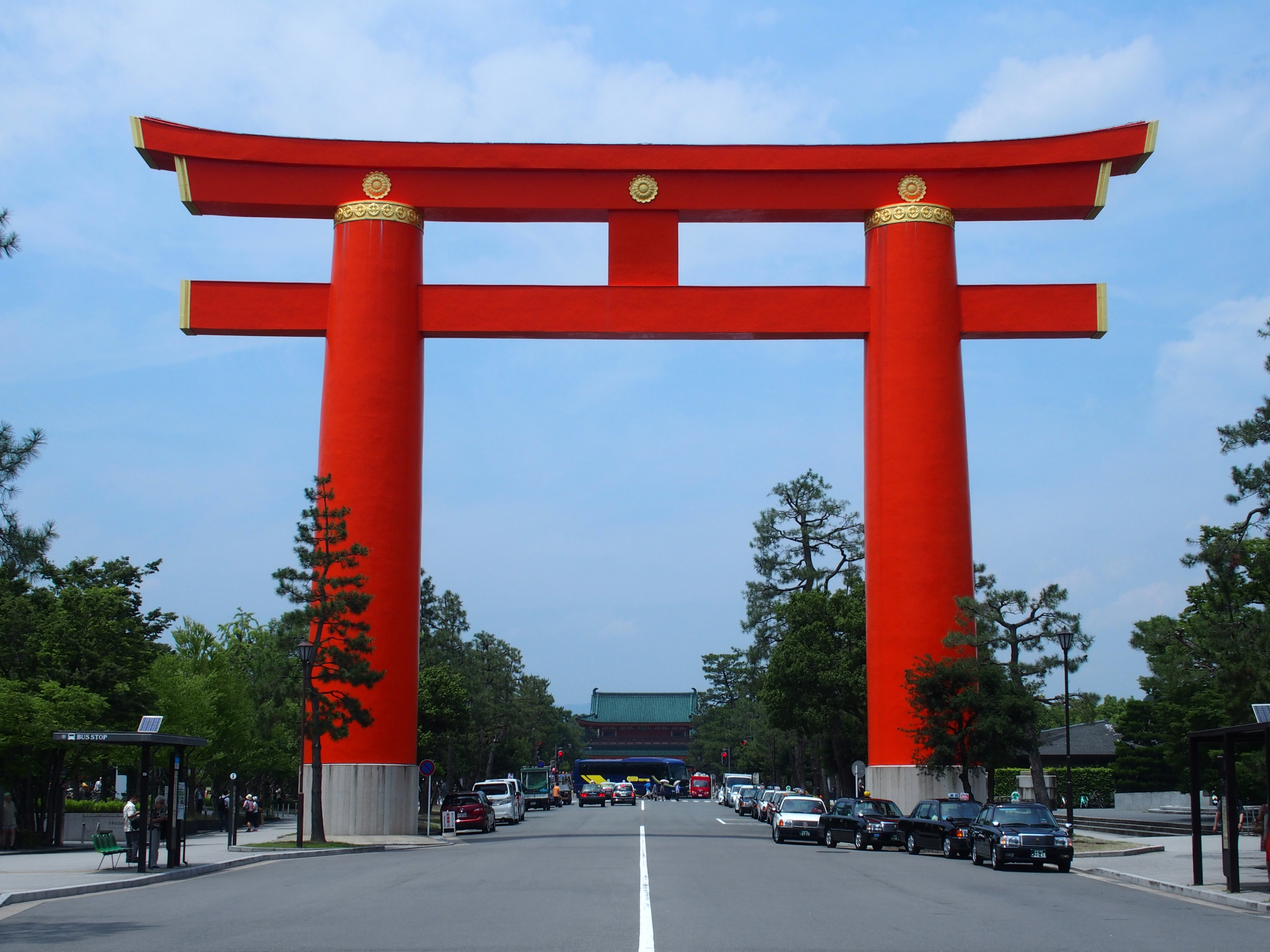
Un ejemplo de puerta estilo Hizen